# James A. Garfield

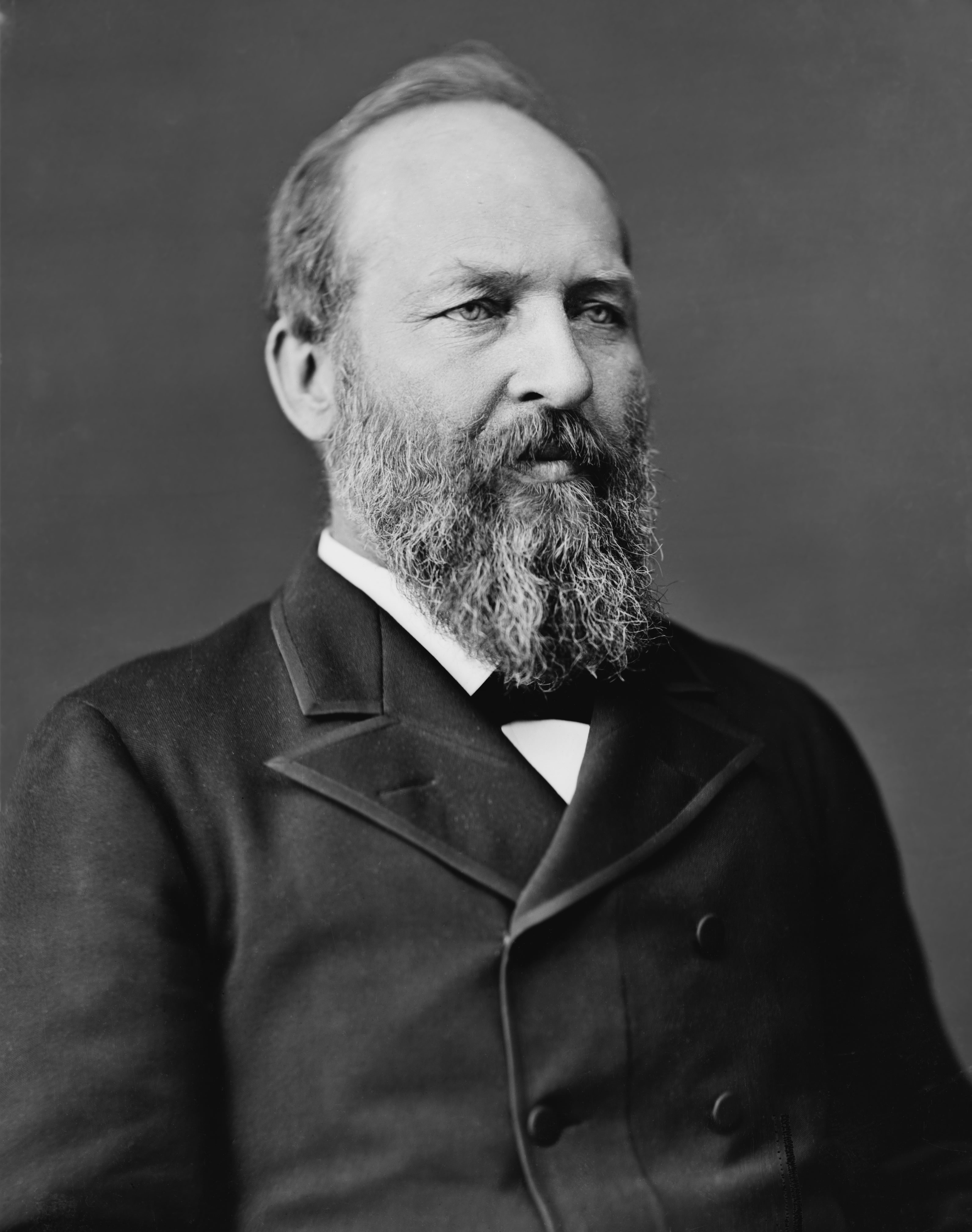
James A. Garfield (1881)

James Abram Garfield (* 19. November 1831 in Orange Township (heute Moreland Hills), Cuyahoga County, Ohio; † 19. September 1881 in Elberon, Monmouth County, New Jersey) war ein amerikanischer Politiker (Republikanische Partei) und vom 4. März 1881 bis zu seinem Tod infolge eines Attentats der 20. Präsident der Vereinigten Staaten.
Garfield wuchs in ärmlichen Verhältnissen im damaligen Grenzland (Frontier) als Halbwaise auf. Als überzeugter Anhänger des christlichen Restoration Movement („Erneuerungsbewegung“) besuchte er deren Western Reserve Eclectic Institute (heutiges Hiram College) und wechselte später auf das Williams College, wo er seinen Abschluss machte. Danach war er Lehrer am Hiram College, bis er 1859 in die Politik ging und in den Senat von Ohio gewählt wurde. Parallel dazu studierte er Jura. Während des Sezessionskriegs kämpfte er für die Nordstaaten und brachte es in der Unionsarmee zum Generalmajor, wobei er sich vor allem in der Schlacht von Middle Creek auszeichnen konnte.
Ab 1863 war er Abgeordneter im Repräsentantenhaus der Vereinigten Staaten und zählte anfangs zur Faktion der radikalen Republikaner. Später näherte er sich den Half-Breeds („Mischlingen, Halbblütern“) an, die eine Verwaltungsreform zur Abschaffung des Spoilssystems („Beutesystem“) anstrebten. Ein zentrales Projekt für Garfield im Kongress war die Durchsetzung einer auf dem Goldstandard beruhenden antiinflationären Hartgeldpolitik. Die meisten Akzente konnte er als Vorsitzender des Committee on Appropriations („Haushaltsausschuss“) setzen. Im Jahr 1873 schädigten die mutmaßliche Verwicklung in den Korruptionsskandal um die Baufirma Crédit Mobilier of America und die Mitwirkung an einer Gehaltserhöhung für Kongressabgeordnete für einige Zeit sein Ansehen erheblich. Dennoch wurde er 1877 Fraktionsführer der Republikaner im Repräsentantenhaus. Im selben Jahr saß Garfield im Kongressausschuss, der über den umstrittenen Ausgang der Präsidentschaftswahl von 1876 entschied, und war an der daran anschließenden Aushandlung des Kompromisses von 1877 beteiligt.
Auf dem zwischen den Fraktionen der Stalwarts („Feste, Starke, Mutige“) und Half-Breeds stark umkämpften Nominierungsparteitag der Republikaner im Juni 1880 konnte er sich als Überraschungssieger und Kompromisskandidat gegen Ulysses S. Grant und James G. Blaine durchsetzen. Nach seinem Sieg bei der Präsidentschaftswahl gegen den demokratischen Bewerber Winfield Scott Hancock war er nur für wenige Monate im Amt, die durch Querelen mit Roscoe Conkling um Stellenbesetzungen gekennzeichnet waren.
Am 2. Juli 1881 wurde er bei einem Attentat von Charles J. Guiteau schwer verletzt. Er erlag seinen Verletzungen keine drei Monate später. Sein Mörder hatte sich zuvor erfolglos um eine Position in der Garfield-Administration beworben.

## Leben

### Familie und Ausbildung (1831–1850)

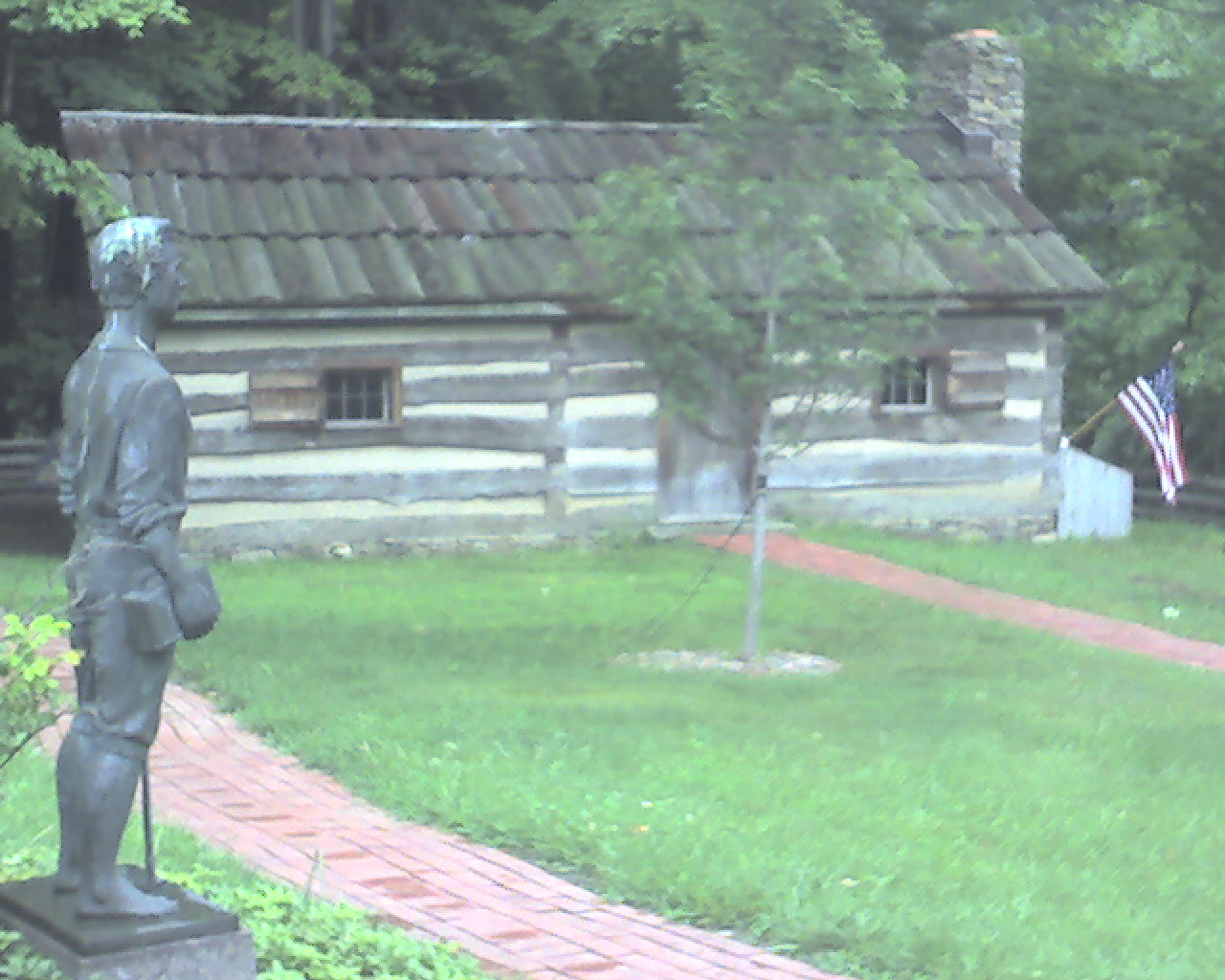
Nachbau der Blockhütte, in der Garfield geboren wurde, im heutigen Moreland Hills.

James A. Garfield wurde nach seinem älteren Bruder James Ballou Garfield, der als Kind starb, und nach seinem Vater Abram Garfield benannt. Dessen Vorfahr Edward Garfield war 1630 aus Europa in die Massachusetts Bay Colony ausgewandert, wo seine Nachkommen für lange Zeit lebten. Abram Garfields Großvater übersiedelte nach der Amerikanischen Revolution nach Worchester in New York, wo auch sein Enkel zur Welt kam. James A. Garfields Mutter, Eliza Ballou, hatte aus Providence stammende Eltern und wurde in New Hampshire geboren. Nachdem ihr Vater gestorben war, lebte sie mit ihrer Mutter in Worchester, wo sie Abram Garfield kennenlernte. Im Februar 1820 heirateten sie und zogen in das malariaverseuchte Tal des Cuyahoga Rivers in der Western Reserve, damals vom restlichen Ohio isoliertes und durch ärmliche Lebensbedingungen gekennzeichnetes Grenzland (Frontier). Im Jahr 1829 erwarb Abram Garfield nach einem kurzfristigen geschäftlichen Erfolg als Kleinunternehmer im Kanalbau acht Hektar eigenes Farmland samt Blockhaus im Orange Township, dem heutigen Moreland Hills. Hier kam zwei Jahre später James A. Garfield als jüngstes von fünf Kindern zur Welt.
Im Jahr 1833 traten Garfields Eltern der Restoration Movement („Erneuerungsbewegung“) bei, einer christlichen Erweckungsbewegung unter Führung von Alexander Campbell. Diese Kirche, die in der Western Reserve als Disciples of Christ („Jünger Christi“) bekannt war und pietistische Züge aufwies, prägte den weiteren Lebensweg Garfields. Im Mai 1833 starb sein Vater an einer Lungenkrankheit, was die Familie an den Rand der Armut brachte. So musste die Mutter Teile ihres Grundbesitzes verkaufen, um die drängendsten Schulden abzuzahlen, und Garfields 12-jähriger Bruder Thomas die Farmarbeiten des Vaters übernehmen. Eliza Garfield heiratete im April 1842 erneut, aber verließ ihren in einem Nachbarort lebenden Mann nach einem Jahr, was in der damaligen Zeit als selten vorkommendes, skandalöses Verhalten galt. Als Jugendlicher wurde Garfield zu einem leidenschaftlichen Leser, den vor allem Seefahrtsgeschichten faszinierten. Im August 1848 verließ er kurzentschlossen die Mutter, um im nahegelegenen Cleveland auf einem Schiff anzuheuern. Letztendlich fand er eine Anstellung auf einem Kanalboot, das zwischen Cleveland und Pittsburgh verkehrte. Anfang Oktober musste er die Arbeit aufgeben und nach Hause zurückkehren, als bei ihm eine starke Fieberkrankheit ausbrach. Dort konnten ihn die Mutter und sein Grundschullehrer dazu überreden, fürs Erste weiter auf die Schule zu gehen.
Ab März 1849 besuchte er eine weiterführende Akademie in Chester Township im Geauga County, die von Baptisten betrieben wurde. Zu dieser Zeit gab es kein bundesstaatliches Schulsystem in Ohio, weshalb Jugendliche auf Sekundarschulen dieser Art angewiesen waren, wenn sie nach der Grundschule weiterlernen wollten. In diesem Umfeld entwickelte Garfield einen außergewöhnlichen Bildungseifer und legte seine Seefahrtspläne rasch ad acta. Um Schule und Unterkunft in einer Pension zu finanzieren, arbeitete er in einer Zimmerei und wie viele seiner Mitschüler ab November 1849 nach einer oberflächlichen Prüfung als Lehrer. Auf einer regionalen Versammlung der Disciples of Christ im März 1850 hatte er ein religiöses Erweckungserlebnis und ließ sich taufen. Hatte er bis dahin vor allem der Mutter zuliebe die Gottesdienste besucht, war er von nun an ein überzeugter „Jünger Christi“. Sein Glaube spiegelte sich in seinen politischen Überzeugungen wider. So lehnte er den Abolitionismus, also die Sklavenbefreiung, ab, weil sich die Bibel an keiner Stelle gegen diese Institution ausspreche, und nahm nicht an den ausschweifenden Feiern zum Unabhängigkeitstag teil, sondern verbrachte die Zeit im Gebet. Aufgrund seiner religiösen Überzeugung und aus finanziellen Gründen fühlte er sich an der baptistischen Akademie zunehmend unwohl.

### Western Reserve Eclectic Institute und Williams College (1850–1856)

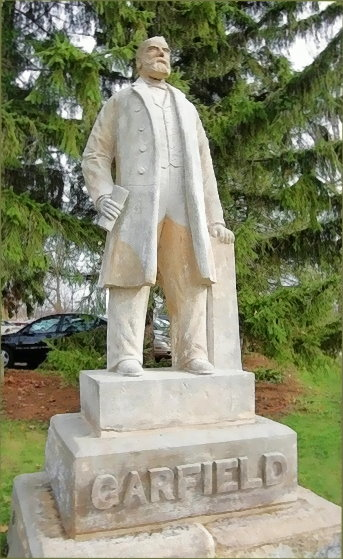
Statue von Garfield auf dem Campus des Hiram College (2010)

Gegen Ende 1850 verließ er die Schule in Geauga und arbeitete für ein Jahr als Lehrer und Zimmerer. Im Herbst 1851 schrieb er sich am Western Reserve Eclectic Institute (heutiges Hiram College) in Hiram im Portage County ein, eine von den Disciples of Christ betriebene Bildungseinrichtung. Aufgrund seiner Vorbildung und starken Physis genoss er unter den Mitschülern hohes Ansehen. Garfield gewann in dieser Zeit weiter an Selbstvertrauen und entdeckte an sich eine außergewöhnliche Begabung als Redner. Tatsächlich wurde er später einer der effektivsten Wahlredner seiner Generation. Das Curriculum umfasste neben der von ihm besonders geschätzten klassischen Bildung in Latein und Griechisch auch Geologie, Mathematik und Spencer-Schrift. Außerschulisch las er mit einer befreundeten Mitschülerin Horaz, Vergil, Sallust, Xenophon und das Neue Testament. Daher rührend verwendete er bei seinen späteren Reden im Kongress der Vereinigten Staaten oft lateinische Zitate als Stilmittel. Ab Frühjahr 1853 begann er sich als Prediger in den Kirchen der Umgebung zu betätigen. Gegen Jahresende entwickelte er eine zunehmende Leidenschaft für die Mitschülerin Lucretia Rudolph, die er seit der Akademie in Chester kannte. Ihr Vater Zeb Rudolph war ein führender Disciple und saß im Vorstand des Western Reserve Eclectic Institute. Einer Vertiefung ihrer Beziehung stand vorerst entgegen, dass sich Garfield am Eclectic Institute, an dem er seit einem Jahr selbst Unterricht gab, intellektuell unterfordert fühlte, und Anfang 1854 beschloss, auf eine Universität zu wechseln. Hinzu kam, dass das Eclectic Institute keinen staatlich anerkannten Bachelor-Abschluss anbot.
Im Juli 1854 wurde er nach einer kurzen Prüfung durch den Universitätspräsidenten Mark Hopkins als Student am Williams College in Williamstown, Massachusetts zugelassen. Hopkins Einfluss schärfte in den folgenden Jahren die kritische Denkfähigkeit Garfields, der in dem geistigen Klima dieses neuenglischen und calvinistischen Colleges aufblühte und es später als den eigentlichen Start seines intellektuellen Lebens beschrieb. Anfangs wurde er von den zumeist jüngeren und aus wohlhabenden Verhältnissen stammenden Kommilitonen kritisch beäugt. Aufgrund seiner glänzenden Leistungen im Debattierclub, der in der Ära vor dem Aufkommen des Collegesports den Mittelpunkt studentischer Aktivitäten auf dem Campus bildete, verschaffte er sich rasch hohes Ansehen. In der Folge wurde er zum Vorsitzenden einiger Studentenclubs und zum Herausgeber des Universitätsmagazins Williams Quarterly gewählt. Weil einige der Kommilitonen streng religiöse Calvinisten waren, hielt er sich mit dem eigenen Glauben bedeckt. Den zu dieser Zeit an Bedeutung gewinnenden Studentenverbindungen (Fraternities und Sororities) stand er ablehnend gegenüber. Zur Finanzierung seines Studiums arbeitete er während der Semesterferien in den umliegenden Ortschaften als Lehrer. In Pownal, Vermont, unterrichtete er an der gleichen Schule wie ein Jahr zuvor sein späterer Vizepräsident Chester A. Arthur.
Garfield war ein guter, aber kein brillanter Student, der mit seinen Leistungen deutlich in der oberen Hälfte des Jahrgangs lag. Am Williams College kam er vertieft mit Naturwissenschaften in Berührung, wobei er sich aber mit Chemie nie anfreunden konnte. Insbesondere begeisterte sich Garfield so sehr für Germanistik, dass er eine Zeit lang ein Studium in Göttingen in Erwägung zog. Hopkins und das akademische Umfeld insgesamt bewirkten, dass Garfield sich für Politik zu interessieren begann. Im Frühjahr des Präsidentschaftswahljahrs 1856 besuchte er eine Wahlkampfveranstaltung für John C. Frémont und hielt hier seine erste politische Rede. Einige von Garfields religiösen Überzeugungen kamen in dieser Phase ins Wanken. So bewog ihn das Studium von Theodor Körners Gedichten dazu, seinen den Lehren der Disciples of Christ geschuldeten Pazifismus zu überdenken. Die Agitation in Neuengland gegen die durch den Kansas-Nebraska Act ermöglichte Einführung der Sklaverei im Kansas-Territorium (Bleeding Kansas „Blutendes Kansas“) führte bei ihm zu einem Gesinnungswandel. Er sprach sich nun für eine graduelle Abschaffung der Sklaverei und ein Verbot ihrer weiteren Verbreitung aus. Zwar bewahrte Garfield sich seinen Glauben, aber bis Juni 1856 war er zu der Überzeugung gelangt, dass er keine kirchliche Laufbahn mehr anstrebte. Im August schloss er das Studium ab und begann als Lehrer für alte Sprachen und Literatur am Eclectic Institute in Hiram zu arbeiten.

### Lehrtätigkeit (1856–1859)

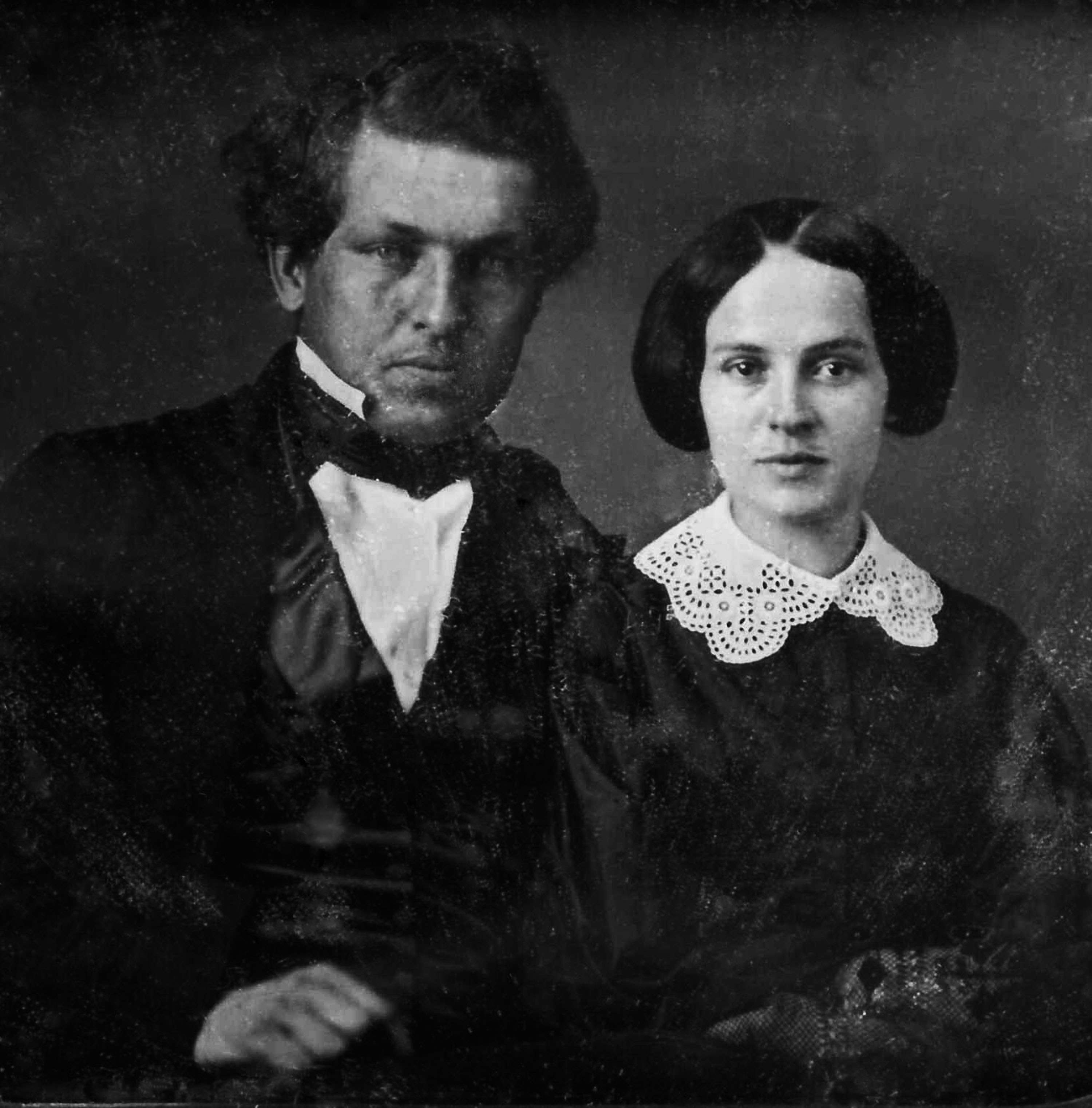
Garfield und Rudolph kurz nach ihrer Verlobung

Zurück in Hiram fühlte er sich schnell von seiner Lehrtätigkeit nicht ausgefüllt. Daher engagierte er sich bei den Republikanern und predigte wieder verstärkt. Weil es an der Schule konstant Disziplinprobleme gab, wurde Direktor Hayden Anfang 1857 entlassen und Garfield zu seinem Nachfolger bestimmt, wobei der erfahrenere Norman Dunshee übergangen wurde. Unter Garfield verfolgte das Eclectic Institute eine liberalere Agenda. Die Bedeutung der Theologie wurde im Unterrichtsplan zugunsten von Fächern wie Geschichte, Naturwissenschaft und Sport herabgestuft und die Akademie für Schüler anderer Konfessionen geöffnet. Als Lehrer wandte er progressive Unterrichtsmethoden an, indem er nicht nur Lernstoff vermittelte, sondern die Schüler zu selbständiger Gedankenführung und kritischer Beobachtungsgabe ermunterte. Tatsächlich prosperierte unter Garfield das Eclectic Institute trotz der Wirtschaftskrise von 1857.
Obwohl er seit vier Jahren mit Lucretia Rudolph verlobt war, zögerte er 1858 immer noch mit der Heirat. Erst nach Druck im Freundeskreis und durch den zukünftigen Schwiegervater kam es am 11. November 1858 zur Hochzeit. Aus der Ehe gingen sieben Kinder hervor, von denen fünf das Erwachsenenalter erreichten. Der 1865 geborene James war von 1907 bis 1909 amerikanischer Innenminister. Der um zwei Jahre ältere Harry wurde Jurist, Politikwissenschaftler und Präsident des Williams College. Die Ehe durchlief einige Tiefen, in den 1860er Jahren gab es immer wieder Gerüchte um außereheliche Beziehungen Garfields. Im Herbst 1862 hatte er eine Affäre, die fast zur Trennung führte.
In der letzten Dezemberwoche 1858 führte Garfield in Chagrin Falls eine öffentliche Debatte mit einem umherziehenden atheistischen Freidenker. Sie stieß auf großes Interesse und lockte bis zu tausend Zuschauer an. Garfield wurde allgemein als Sieger betrachtet und erlangte Prominenz in der Region. In Vorbereitung auf die Debatte hatte er sich verstärkt mit Naturwissenschaften beschäftigt und ihnen danach im Curriculum des Eclectic Institute noch mehr Bedeutung zugestanden. Dies wie auch sein Versuch, eine Schachliga mit anderen Akademien auszurichten, brachte ihm Kritik von der Fraktion der strenggläubigen, Spiele als weltliche Vergnügungen verwerfenden Disciples ein, die Dunshee befeuerte. Obwohl Garfield selbst in einem Fall einem entflohenen Sklaven Unterschlupf gewährt hatte, hielt er die Schule aus der Politik raus und untersagte eine Kundgebung von Abolitionisten am Eclectic Institute.
Bis 1859 hatte sich sein religiöser Eifer so weit gelockert, dass er nun, mit seiner aktuellen beruflichen Situation unzufrieden, mit einer Lehre zum Anwalt und einem Einstieg in die Politik zwei Tätigkeiten anstrebte, die er früher als moralisch verwerflich abgelehnt hatte. Als im August 1859 der republikanische Kandidat seines Wahlbezirks für den Senat von Ohio verstarb, stellten die lokalen Parteiführer Garfield auf, nachdem er auf dem Nominierungsparteitag das Rennen gemacht hatte. Weil sein Distrikt stramm republikanisch und abolitionistisch geprägt war, einer seiner späteren Wähler war John Brown, kam der Erfolg bei der Primary dem Einzug in den Senat gleich. Entsprechend gewann er nach einem Wahlkampf, in dem es fast ausschließlich um die Sklavenfrage gegangen war, am 11. Oktober mit großem Vorsprung gegen den Demokraten Alvah Udall. Garfield zog als jüngster Senator in die State Legislature („Bundesstaat-Parlament“).

### Im Senat von Ohio (1859–1861)

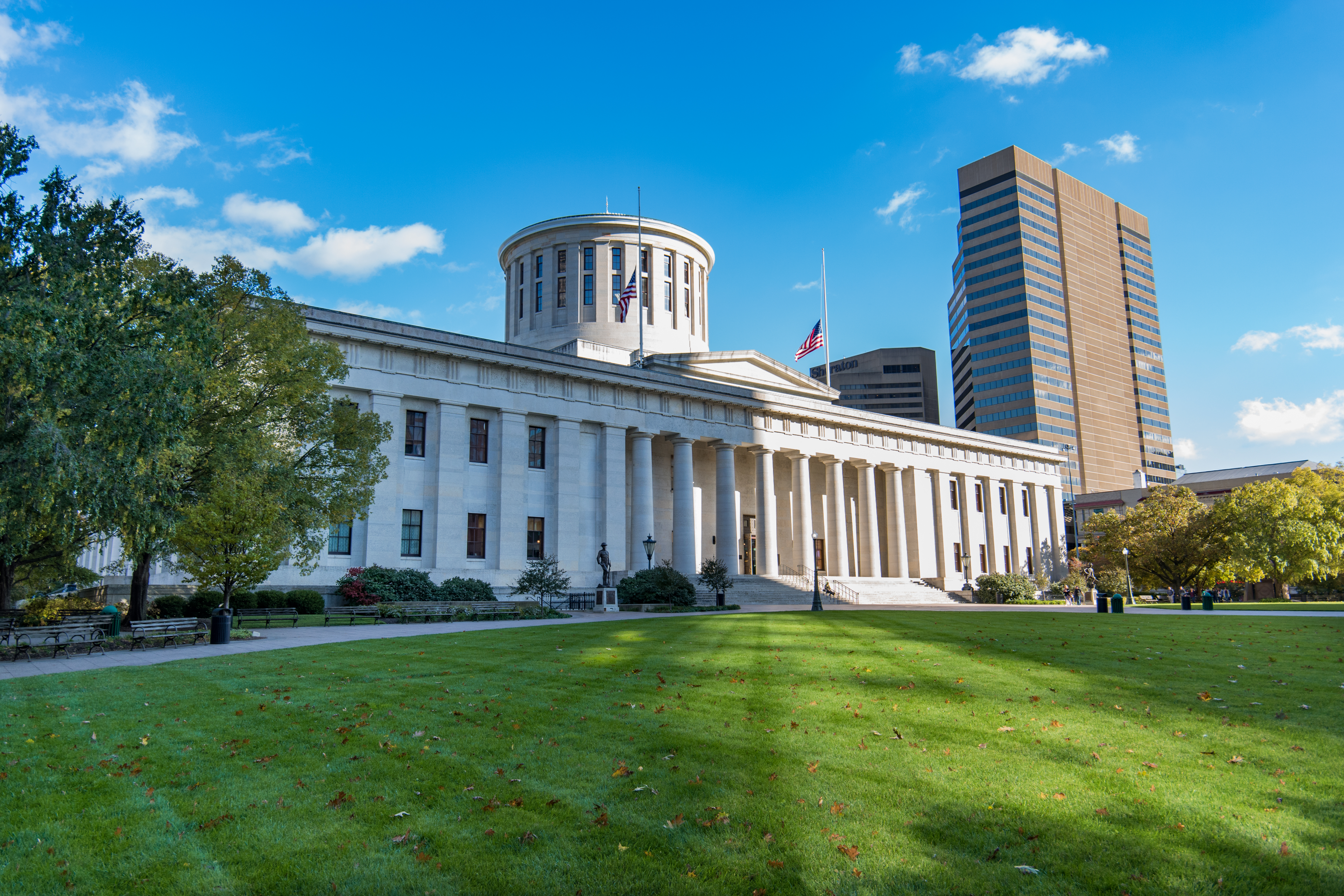
Ohio Statehouse (2019), Sitz von Senat und Repräsentantenhaus von Ohio

Kurz vor dem Jahresende 1859 traf Garfield in Columbus, der Hauptstadt von Ohio ein. Er bezog ein Pensionszimmer mit Jacob Dolson Cox, mit dem ihm bald eine enge politische Partnerschaft verband. Obwohl ein Neuling, schaltete er sich von seinem ersten Tag an in die Debatten im Kongress Ohios (Ohio General Assembly) ein. Seinen Gesetzesinitiativen, deren wichtigste ihm die Finanzierung einer geologischen Kartierung Ohios war, war wenig Erfolg beschieden. Besonderen Beifall in seinem Wahlbezirk erhielt Garfield für seine Rede gegen einen Gesetzesvorschlag konservativer Republikaner, der vor dem Hintergrund von John Browns Überfall auf Harpers Ferry Sicherheitszusagen an den Sklavenstaat Virginia machte. Für die Teilnahme an einer Delegation der Ohio General Assembly, die sich in Louisville mit den Abgeordneten der State Legislature von Kentucky und Tennessee traf, musste er dagegen Kritik von seinen Wählern einstecken. Insgesamt machte er vor allem durch seine Fähigkeiten als Redner auf sich aufmerksam und erlangte im Bundesstaat zunehmende Bekanntheit.
Auf dem Parteitag der Republikaner in Ohio im Juni 1860 hinterließ er einen starken Eindruck und war danach ein gefragter Redner im Präsidentschaftswahlkampf von Abraham Lincoln mit Auftritten auf mehr als 40 Kundgebungen. In der unmittelbar auf Lincolns Sieg folgenden Sezessionskrise, die sich an der Sklavenfrage entzündete und zur Herausbildung der Konföderierten Staaten von Amerika führte, befürwortete der ehemalige Pazifist Garfield leidenschaftlich einen Bürgerkrieg, um mit der Sklaverei endgültig Schluss zu machen. Diese Kriegsbegeisterung entsprach der allgemeinen Stimmungslage in Columbus. Die genauen Gründe für Garfields Wandel zum Falken sind nicht gesichert. Anfang 1861 schloss er die Anwaltslehre ab, die er zwei Jahre zuvor bei einer Kanzlei in Cleveland begonnen hatte. Mitte Februar traf er den designierten Präsidenten Lincoln und zeigte sich von ihm wenig beeindruckt. In den folgenden Jahren verhärtete sich dieses Gefühl wegen dessen Zögern in der Sklavenfrage zu Verachtung. Garfield erwartete einen kurzen, aber blutigen Bürgerkrieg und beschäftigte sich mit den Feldzügen von Napoleon Bonaparte und Arthur Wellesley, 1. Duke of Wellington.

### Im Sezessionskrieg

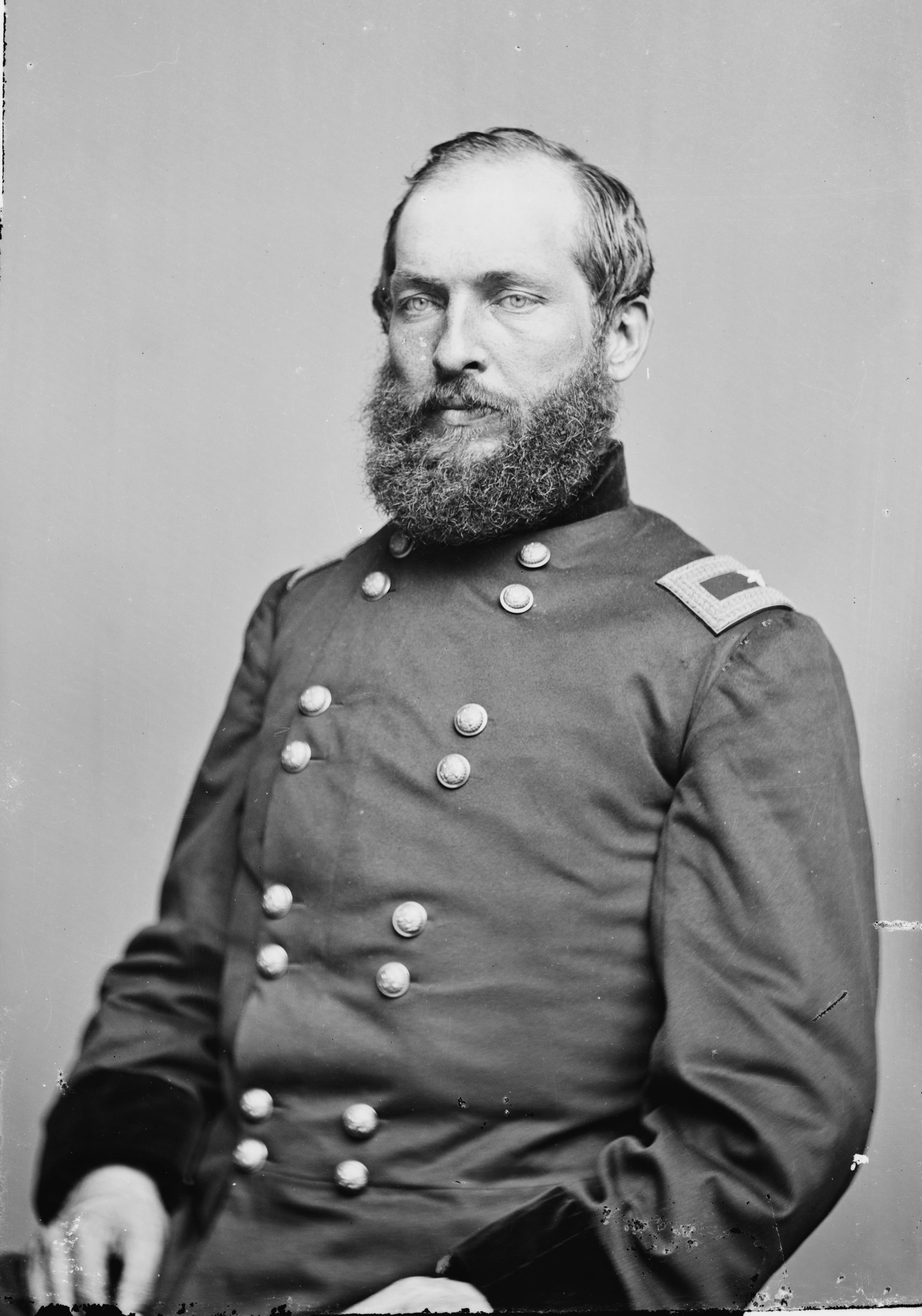
Garfield als Brigadegeneral

#### Eintritt in die Unionsarmee und Schlacht von Middle Creek (1861–1862)
Nach Ausbruch des Amerikanischen Bürgerkriegs am 12. April 1861 unterstützte er zuerst Gouverneur William Dennison junior im Senat bei der Finanzierung der hastig aufgestellten Freiwilligen-Regimenter. Außerdem brachte er ein Gesetz durch, das die Gesetzeshürden für die Bestrafung von Landesverrat gegenüber dem Bundesstaat Ohio absenkte und sich insbesondere gegen die Demokraten richtete. Nach mehreren gescheiterten Versuchen erhielt er im August von Dennison das ersehnte Kommando über ein Regiment zugewiesen, mit dem der Dienstgrad Oberstleutnant verbunden war. Nur wenige Wochen später beförderte ihn der Gouverneur zum Oberst. Garfields 42. Ohio-Freiwilligen-Infanterie-Regiment existierte zuerst nur auf dem Papier und musste von ihm selbst ausgehoben werden. Dazu wandte er sich zuerst an das Hiram College, wo er eine ganze Kompanie von Studenten rekrutierte. Bis September wuchs das 42. Ohio-Regiment auf sieben Kompanien auf und Garfield hatte mit Don Pardec und Lionel Allen Sheldon zwei Stabsoffiziere unter seinem Kommando. Ende November erreichte es mit zehn Kompanien seine volle Stärke und lagerte in Camp Chase am Stadtrand von Columbus.
Garfield eignete sich parallel zu seinen Rekrutierungsbemühungen ein Grundwissen in Militärtaktik an. Ihm standen nur wenige Wochen Drill zur Verfügung, um seine Soldaten auf das Schlachtfeld vorzubereiten. Außerdem musste sich Garfield um die Ausrüstung des Regiments kümmern, die sich problematisch gestaltete. Bei der Führung der Untergebenen erwiesen sich die im Rahmen seiner Lehrtätigkeit erworbenen Kompetenzen als hilfreich. Mitte Dezember erhielt Garfield die Order, mit seinem Regiment nach Catlettsburg in Kentucky zu marschieren. Dort wurde er unter das Kommando von General Don Carlos Buell gestellt, der die Army of the Ohio („Armee des Ohio“) befehligte. Das strategische Ziel der Ohio-Armee war die Einnahme von Nashville, wobei ihre linke Flanke im Tal des Big Sandy River im östlichen Kentucky von Konföderierten Truppen unter der Führung von Brigadegeneral Humphrey Marshall bedroht wurde. Buell gab Garfield das Kommando über die 18. Brigade und entsandte ihn gegen Marshalls Truppen in das unwegsame und abgelegene Terrain des Big-Sandy-River-Tals. Bis Ende Dezember stieß die Brigade über Louisa in das Quellgebiet des George’s Creek, eines kleinen Zuflusses des Big Sandy, vor und errichtete hier eine Basis. Derweil marschierte Marshall aus dem Süden kommend durch das Big-Sandy-River-Tal und befestigte Anfang Januar 1862 seine Stellung im nahegelegenen Paintsville.

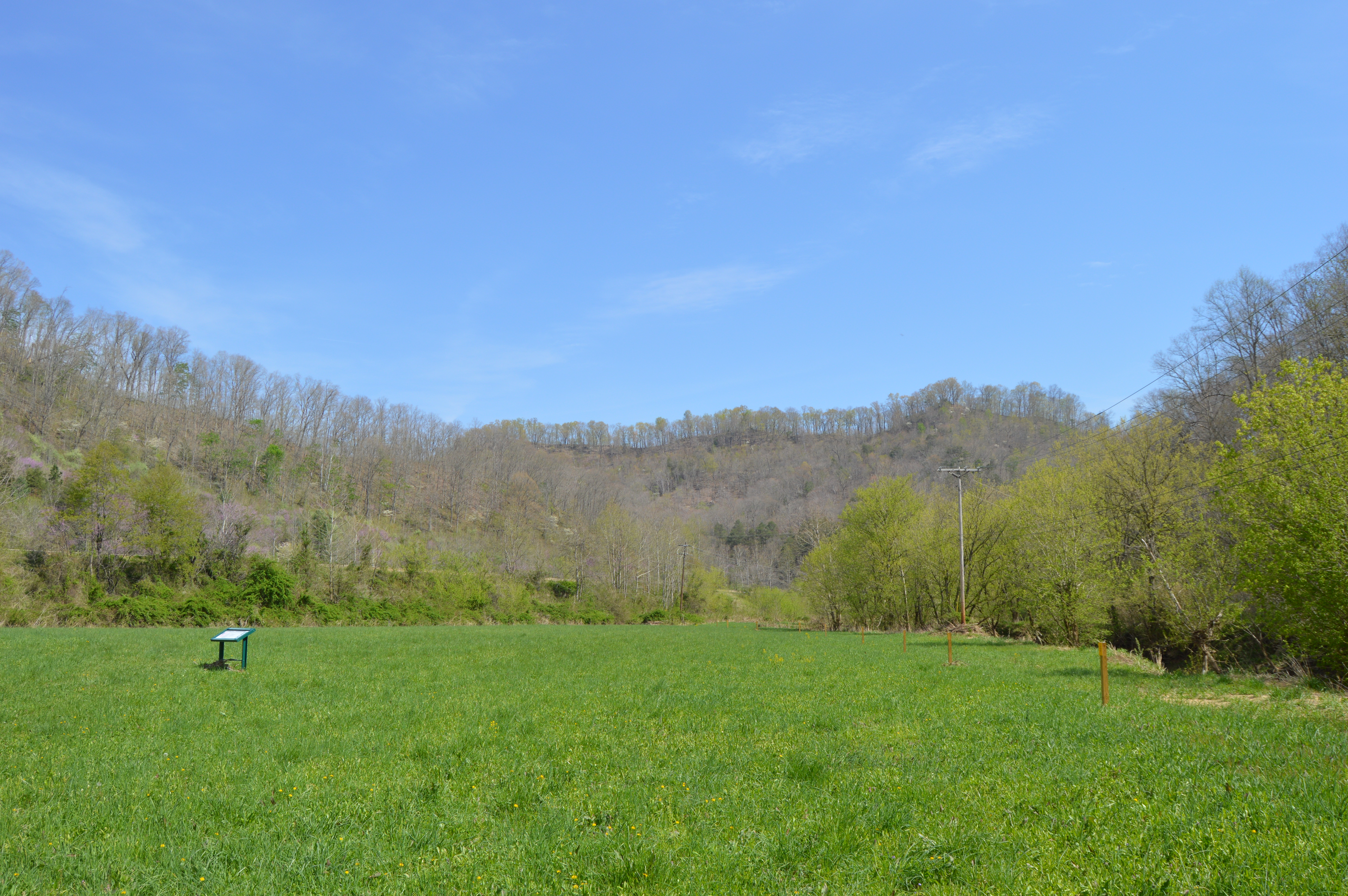
Blick über das Schlachtfeld von Middle Creek, seit 1992 ein National Historic Landmark („Nationales historisches Wahrzeichen“). Garfields Kommandoposten während des Gefechts befand sich auf dem Hügel in der Bildmitte, während der Anstieg zur Stellung von Marshall am rechten Bildrand teilweise zu erkennen ist.

Obwohl mit seinen 1500 Mann gegenüber Marshall in der Unterzahl und ohne Artillerie wartete Garfield nicht auf Verstärkung, sondern teilte seine Truppen auf, um am 5. Januar von allen drei Zufahrtsstraßen gleichzeitig auf Paintsville zu marschieren. Die Konföderierten überschätzten durch dieses Manöver die Truppenstärke des Gegners, räumten ihr Lager und zogen sich Richtung Süden zurück. Von diesem Moment an waren sie ständig in der Defensive. Einige Tage später setzte Garfield Marshalls Truppen entlang des Big Sandy nach. Am Middle Creek, einem weiteren Zufluss des Big Sandy, stieß er am 10. Januar auf die Konföderierten, die hinter einer Hügelkette Stellung bezogen hatten. Wiederum gelang es ihm, mittels einer Militärparade den übervorsichtigen Marshall über seine wahre Truppenstärke zu täuschen. Im Tagesverlauf griffen nie mehr als zwei Kompanien Garfields gleichzeitig die Hügelstellung der Rebellen bis in die Abendstunden an, während die eintreffende Verstärkung unter Oberst Lionel Allen Sheldon nicht mehr ins Kampfgeschehen eingriff. Marshall leistete nur schwache Gegenwehr, räumte in der darauffolgenden Nacht seine Position und setzte seinen Rückzug fort. Im Gegensatz zu den späteren Gefechten im Amerikanischen Bürgerkrieg waren die Verluste beider Seiten während der Schlacht von Middle Creek nur sehr gering; auf Seiten der Union fielen nur drei Mann. Wie bei vielen Landsleuten seiner Generation veränderte diese erste Kampferfahrung Garfields bis dahin provinzielles und behütetes Weltbild.
In den Nordstaaten feierte die an Misserfolge der Unionsarmee gewöhnte Presse Garfields Sieg, bis er zehn Tage später von General George Henry Thomas’ Triumph im Gefecht bei Mill Springs aus den Schlagzeilen verdrängt wurde. Nachdem sich Marshall vollständig nach Virginia zurückgezogen hatte, sah sich Garfield mit der Verwaltung des östlichen Kentucky konfrontiert. Ihm wurde die Aufgabe dadurch erleichtert, dass es in diesem Landesteil keine Sklaverei gab. Mit einer vergleichsweise moderaten Besatzungspolitik, die gemäßigter war als die der späteren Reconstruction in den Sezessionsstaaten, gelang es ihm, in der Region die Ordnung wieder herzustellen. Im Februar verlegte die 18. Brigade ihr Hauptquartier von Paintsville nach Pikeville. Noch im gleichen Monat suchte sie eine Flutkatastrophe heim, in deren Nachklapp eine Seuche den Verband stark ausdünnte und viele Tote forderte. In dieser tragischen Zeit erfuhr Garfield von seiner Beförderung zum Brigadegeneral. Zwar begrüßte er ein größeres Kommando, andererseits fühlte er sich dem 42. Ohio-Regiment stark verbunden. Nachdem er mit seiner Brigade eine letzte Garnison der Rebellen auf der Passhöhe Pound Gap genommen hatte, beorderte sie Buell Ende März aus dem Big-Sandy-River-Tal nach Louisville, Kentucky. Von dieser Zeit an bis zu seinem Tod war er trotz der späteren politischen Karriere in der Öffentlichkeit als General Garfield bekannt.

#### Schlacht von Shiloh und Wahl in das Repräsentantenhaus (1862)
In Louisville angekommen, erhielt Garfield das Kommando über die 20. Brigade samt dem Befehl, sich mit seinen Truppen bei Pittsburg Landing am Westufer des Tennessee Rivers einzufinden, wo General Ulysses S. Grant eine große Armee aufstellte. Als am Morgen des 6. April 1862 die Schlacht von Shiloh am Sammelpunkt der Unionsarmee begann, waren Buell und Garfield noch mehr als 50 km vom Kampfgeschehen entfernt. Nach einem Gewaltmarsch ohne Schlaf erreichte Garfields Brigade am Vormittag des nächsten Tages Pittsburg Landing. Als sie an der Frontlinie eintrafen, hörten sie ihre Kameraden jubeln und sahen die Rebellen fliehen; ohne dass sie noch in den Kampf eingreifen konnten, war die Schlacht entschieden.

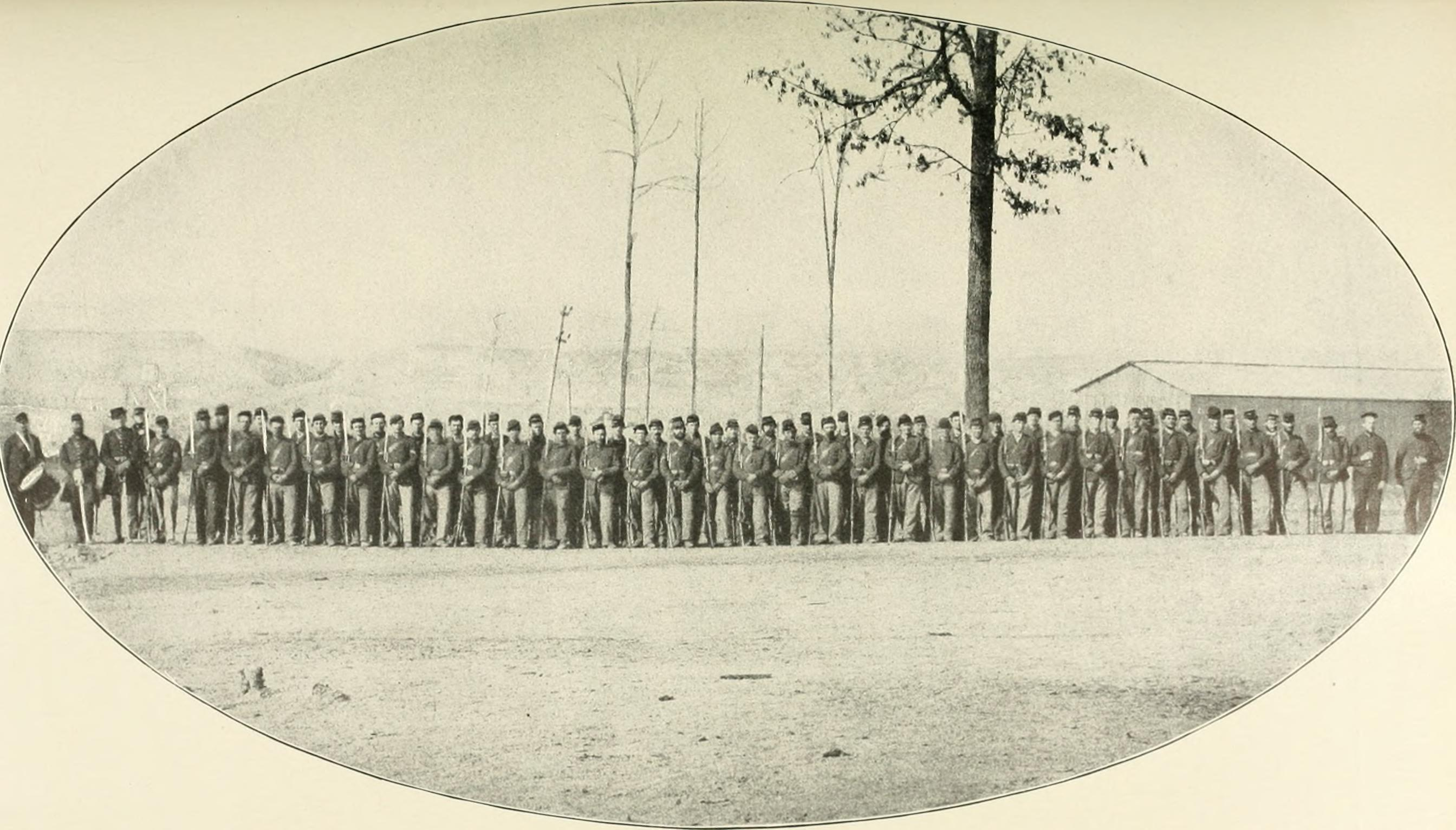
Infanterie-Regiment aus Ohio vor Corinth

Nach dem Sieg übernahm General Henry Wager Halleck als Oberbefehlshaber der Unionsarmee auf dem westlichen Kriegsschauplatz die Truppen und marschierte auf Corinth, Mississippi. Halleck bewegte sich aus Angst vor befestigten Stellungen der Konföderierten äußerst vorsichtig und beständig eingrabend, so dass sich der Anmarsch bis Ende Mai hinzog. Während dieser Zeit erlitt die Brigade Garfields durch Fieber aufgrund von Nässe und ständiger Erdarbeiten hohe Verluste. Als die Unionsarmee endlich vor der Stadt stand, waren die Konföderierten unter General Pierre Gustave Toutant Beauregard schon vollständig abgezogen, womit die Erste Schlacht um Corinth nicht nur in den Augen Garfields ein unwürdiges und frustrierendes Ende fand. Wie viele andere Kameraden auch warf er Absolventen von West Point, wie Halleck einer war, mangelnden Kampfeswillen vor, weil sie insgeheim Anhänger der Sklaverei seien.
Aufgrund seiner Bekanntheit drängten ihn Freunde und Wähler, bei den Primaries für den 38. Kongress der Vereinigten Staaten gegen den bisherigen Repräsentanten John Hutchins anzutreten. Typischerweise scheute er eine aktive Bewerbung, gab keine verbindliche Antwort und überließ das weitere Vorgehen seinen Anhängern, die sofort eine Wahlkampforganisation für ihn auf die Beine stellten. Garfield bewegte sich derweil mit der 20. Brigade Richtung Chattanooga, ohne Feindkontakt zu haben. Unterwegs wurde er erstmals mit Massen ehemaliger Sklaven konfrontiert und gelangte durch diese Erfahrung zu der Überzeugung, dass die Union nur durch die Zerschlagung der Pflanzer-Klasse wiederhergestellt werden könnte. Im Spätsommer erkrankte Garfield an Gelbsucht, wurde Anfang August vom Dienst freigestellt und nach Hiram transportiert. Am 2. September siegte er in einem knappen Rennen gegen Hutchins auf dem Nominierungsparteitag und im Oktober bei den Kongresswahlen.

#### Auf der Suche nach einem neuen Kommando in Washington
Weil seine Sitzungsperiode im Repräsentantenhaus erst im Dezember 1863 anstand und er sich kurz nach seiner Nominierung soweit erholt hatte, um in den aktiven Militärdienst zurückzukehren, begab er sich Anfang September 1862 nach Washington, D.C., wohin ihn das Kriegsministerium berufen hatte. Dort sollte ihm ein neues Kommando zugewiesen werden. Das erste Angebot von Minister Edwin M. Stanton, das eine Verwendung im Westen Virginias vorsah, schlug er aus, auch weil er auf eine Wiedervereinigung mit seinem Regiment auf dem Cumberland Gap hoffte. In der Suche nach einem attraktiven Kommando fand er in Finanzminister Salmon P. Chase einen Verbündeten und Freund. Wenig später wurde er dauerhaft der Hausgast von Chase. Angesteckt durch den Finanzminister und seine hochrangigen Besucher, unter ihnen Politiker aber auch Gelehrte, begeisterte sich Garfield für Finanzpolitik und studierte während seiner Wartezeit auf ein neues Kommando die einschlägige Literatur. Er wurde zu einem Anhänger von „ehrlichem“ Hartgeld samt Goldstandard und stand der unlängst begonnenen Ausgabe von Dollar-Banknoten skeptisch gegenüber, auch wenn er sie zur Finanzierung des Bürgerkriegs als unvermeidlich ansah. Diese Auffassung wurde mit der Zeit zu einem Dogma, dem er mit großem Eifer folgte und das ihn kennzeichnete. Während dieser Phase begann er sich dem Parteiflügel der radikalen Republikaner zuzuordnen.
Während aus unterschiedlichen Gründen immer noch kein neues Kommando zustande kam, setzte ihn das Kriegsministerium Ende des Jahres als Jurymitglied in den Militärgerichtsverfahren gegen die Generale Irvin McDowell und Fitz-John Porter ein. Als sich das Tribunal gegen Porter hinzog, der sich wegen seines Verhaltens bei der Zweiten Schlacht am Bull Run verantworten musste, begann Garfield damit, die Werke des von ihm bewunderten Friedrich des Großen zu übersetzen. Kurz vor der Fertigstellung dieses Buchprojektes erhielt er Mitte Januar 1863 endlich einen Dienstposten zu seiner Zufriedenheit; er wurde der von Generalmajor William Starke Rosecrans geführten Army of the Cumberland („Cumberland-Armee“) zugeteilt.

#### In derArmy of the Cumberland

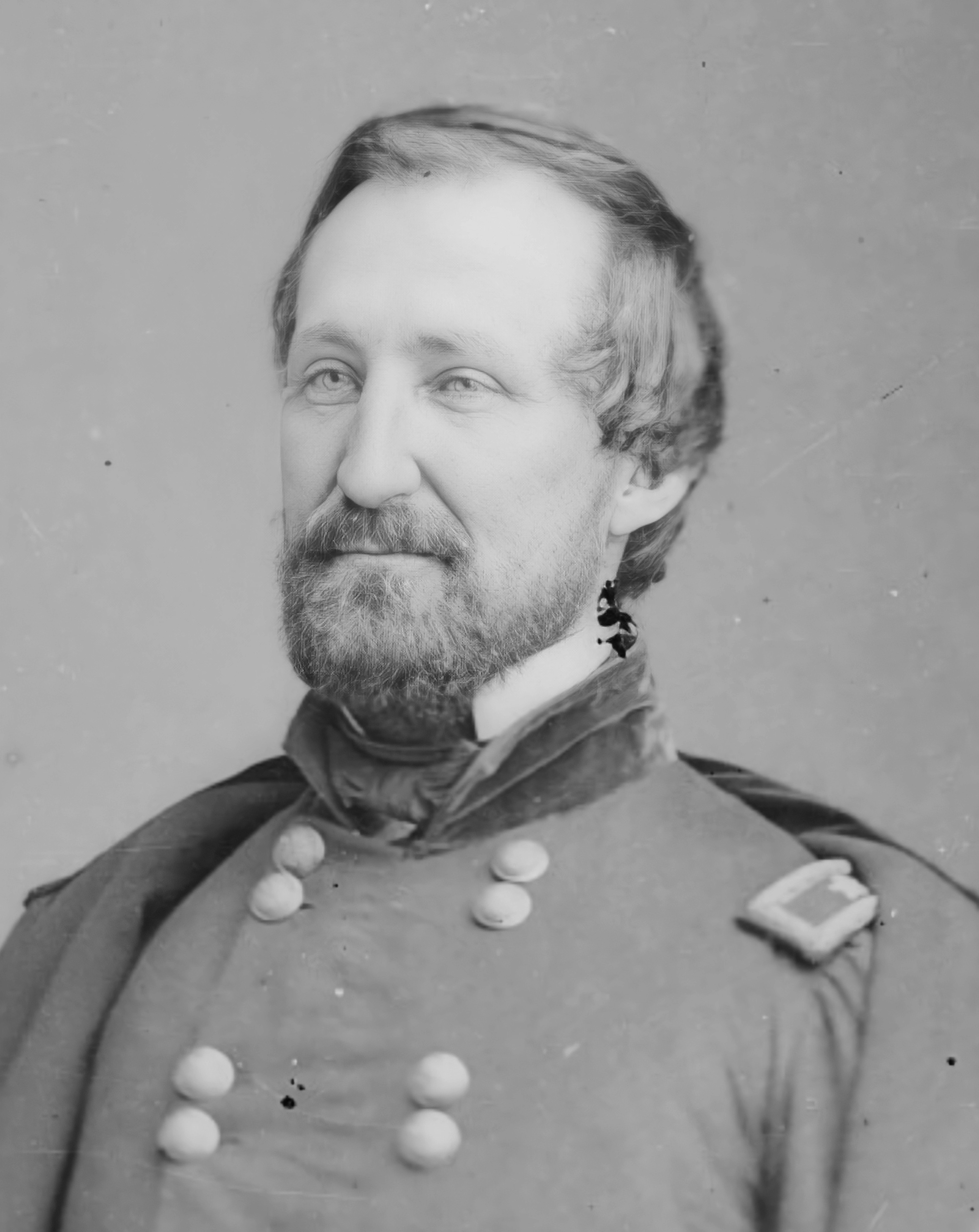
William Starke Rosecrans (1861)

Ende Januar 1863 traf Garfield im Hauptquartier der Army of the Cumberland in Murfreesboro, Tennessee ein, wo er auf Rosecrans traf. Er verstand sich so gut mit dem umtriebigen Rosecrans, dass dieser ihn nicht aus seiner nächsten Umgebung in ein Feldkommando entließ, sondern Ende Februar zu seinem Chef des Stabes ernannte. Zum Widerwillen einiger Offiziere, die in ihm einen Informanten für die radikalen Republikaner sahen, entfaltete Garfield aufgrund seiner engen Beziehung zu Rosecrans mehr Einfluss auf die Organisation der Cumberland-Armee als in dieser Dienststellung zu dieser Zeit im amerikanischen Militär üblich war. Bis auf wenige Ausnahmen hörte der Armeechef auf seinen Rat. Garfield war außerdem in der Lage, Rosecrans’ Gedanken in präzise formulierte Befehle zu übersetzen. Er genoss an seiner Position vor allem, dass sie ihm den Entwurf von Strategien ermöglichte, ohne sich dabei mit West-Point-Absolventen auseinandersetzen zu müssen. Deren Militärdoktrin orientierte sich an der Kriegsführung des 18. Jahrhunderts und den Werken von Antoine-Henri Jomini, während Garfield erkannte, dass der Konflikt zwischen Nord- und Südstaaten mit militärischen Mitteln allein nicht beendet werden konnte, sondern eine politische Lösung in Form der Sklavenbefreiung verlangte. Auch verstand er, dass sich der amerikanische Bürgerkrieg nicht auf Armeen beschränken ließ, weil die Sklavenhaltergesellschaft mit Gewalt zerschlagen werden musste.
Garfield war außerdem klar, dass Washington von Rosecrans eine Offensive im Frühjahr 1863 erwartete, um die Konföderierten davon abzuhalten, Truppen aus Tennessee nach Vicksburg abzuziehen. Nachdem Rosecrans monatelang keine Anstalten machte, der im nicht weit entfernten Tullahoma positionierten Army of Tennessee unter Braxton Bragg nachzusetzen, die er noch Anfang des Jahres in der Schlacht am Stones River besiegt hatte, wurde Garfield immer unzufriedener. Wenigstens konnte er ihn zu einem Angriff auf die Nachschublinien der Konföderierten überreden. Zu Garfields Enttäuschung wurde jedoch nicht er, sondern Oberst Abel D. Streight Ende April mit dem Überfall betraut. Dieser endete in einem Fehlschlag, als die gesamte Kavallerie-Einheit gegen General Nathan Bedford Forrest kapitulierte. Anfang Juni bewegte Garfield Rosecrans endlich zu einer Offensive der gesamten Armee, die im letzten Moment aber auf Drängen hoher Offiziere abgesagt wurde. Er erhielt den Auftrag, in einem Bericht alle Argumente zusammenzufassen, die für einen Angriff auf die Tennessee-Armee sprachen. Garfield führte in diesem Text genaue Kalkulationen an, die eine geringere Truppenstärke der Konföderierten nahelegten. Sein Schlüsselargument war, dass selbst bei einem „Unentschieden“, also einem kampflosen Rückzug Braggs, die Südstaaten eine moralische und psychologische Niederlage erlitten hätten. Rosecrans ließ sich überzeugen und am 24. Juni setzte sich die Cumberland-Armee in Bewegung.
Über den schwierigsten, aber am schwächsten verteidigten Pass Manchester Gap stieß der Großteil der Army of the Cumberland auf Tullahoma vor, während eine Kavallerie-Brigade unter Oberst John T. Wilder die Nachschublinien der Konföderierten abschnitt und kleinere Einheiten zwei weitere Pässe attackierten. Durch diese Operation glaubte sich Bragg mit mehreren Armeen konfrontiert und befahl den Rückzug über den Tennessee River Richtung Chattanooga. Als Rosecrans am 3. Juli Tullahoma nahm, fand er es daher verlassen vor. Entgegen dem Rat Garfields, der sich für eine sofortige Verfolgung der Tennessee-Armee aussprach, hielt Rosecrans fürs Erste die Stellung. Garfield machte seinen Unmut über diese Verzögerung Ende Juli in einem vertraulichen Brief an Chase Luft. Nach seinem Tod gelangte der Brief an die Öffentlichkeit und wurde von vielen als Vertrauensbruch angesehen und schadete seinem Ansehen. Allerdings sah sich Rosecrans schon vor dem Eintreffen von Garfields Schreiben in Washington enormer Kritik ausgesetzt. Erst auf Druck des Kriegsministeriums setzte sich Rosecrans wieder in Bewegung und überquerte den Tennessee River am 29. August an mehreren Stellen südlich und westlich von Chattanooga. Bragg zog seine Armee am 8. September aus Chattanooga ab und verbarg sie in den nahegelegenen Appalachen.

#### Schlacht von Chickamauga

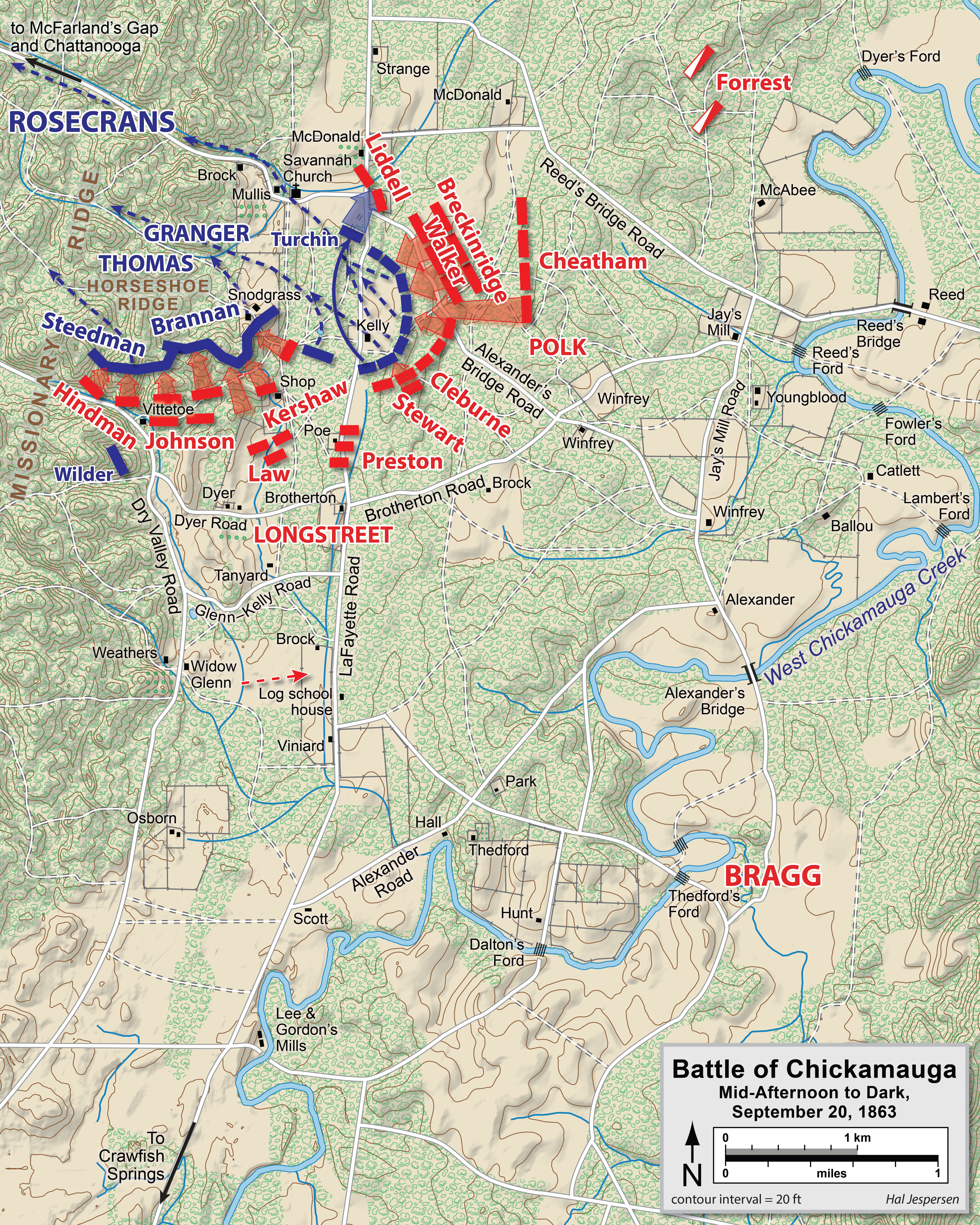
Schlachtverlauf von Chickamauga am 20. September 1863

Ohne von der gegnerischen Position zu wissen, schlug Rosecrans in Chattanooga sein Hauptquartier auf. Mitte September mehrten sich die Anzeichen, dass Bragg nicht weit entfernt lag und die verstreuten Einheiten der Cumberland-Armee wurden wieder zusammengezogen. Am Morgen des 19. September trafen die Armeen am Chickamauga Creek aufeinander, wobei der erste Tag der Schlacht keine Entscheidung brachte. Über eine missverständliche Order von Rosecrans, die nicht wie üblich von Garfield, sondern von Major Frank Bond schriftlich fixiert wurde, entstand am nächsten Tag eine Lücke in der Aufstellung der Divisionen, in die die Konföderierten unter der Führung von Generalleutnant James Longstreet vorstießen. Im Zentrum des verhängnisvollen Angriffs lag das Hauptquartier der Unionsarmee, so dass sich Rosecrans und Garfield zur Flucht gezwungen sahen. Sie versuchten zuerst, sich zum linken Flügel der Armee durchzuschlagen, wo Generalmajor George Henry Thomas die Stellung hielt. Aufgrund der unklaren Situation ritten sie dann jedoch nach Rossville. Dort entschieden sie, sich zu trennen: Rosecrans ritt weiter nach Chattanooga, um von dort den weiteren Rückzug und das Sammeln der Armee zu organisieren. Garfield kehrte auf das Schlachtfeld zu Thomas zurück, um Thomas zu informieren und Rosecrans über die Situation dort Bericht zu erstatten. Garfields Weg führte ihn über zehn Kilometer zu Thomas’ Hauptquartier. Unterwegs wurden er und seine Reiter beschossen, allerdings ist das Ausmaß dieses Beschusses unklar, zumal Garfields Anhänger im Präsidentschaftswahlkampf 1880 die Bedeutung und Gefahr seines Ritts zu Thomas überhöhten. Der Ritt wurde dadurch Teil von Garfields politischer Legende. Als Resultat der Schlacht von Chickamauga verteidigte die Cumberland-Armee zwar ihre Position in Chattanooga, war aber von der Army of Tennessee fast eingekesselt.
Am 23. September berichtete Garfield, auch in Sorge um seine eigene militärische Karriere, dem Finanzminister per Telegramm von ihrer dramatischen Situation und löste damit eine Rettungsaktion durch Stanton aus, der 20.000 Mann Verstärkung nach Chattanooga entsandte. Die Belagerung war noch im Gange, als Garfield zum Rapport nach Washington beordert wurde. Noch auf dem Rückweg erfuhr er von der Ablösung Rosecrans’ durch Thomas. Obwohl diese Entscheidung von Grant aufgrund seiner persönlichen Lageeinschätzung getroffen wurde, hielt sich in den folgenden Jahren hartnäckig das in späteren Wahlkämpfen gegen ihn instrumentalisierte Gerücht, Garfield trage für diese Zurückstellung eine Mitverantwortung. Laut dem Biographen Allan Peskin war es vor allem der vom Kriegsministerium zur Beobachtung Rosecrans’ bestimmte Charles A. Dana, der mit seinen Berichten dessen Desavouierung betrieben hatte. Dennoch sei davon auszugehen, dass Garfields Rapport an Stanton weniger günstig für Rosecrans ausgefallen sei, als er diesem zugesichert habe. In Washington angekommen, wurde er zum Generalmajor befördert und entschloss sich nach einem Gespräch mit Lincoln, der ihm zusicherte, mehr als genug Generale zur Verfügung zu haben, seinen Sitz im Repräsentantenhaus einzunehmen.

### Repräsentantenhaus (1863–1880)

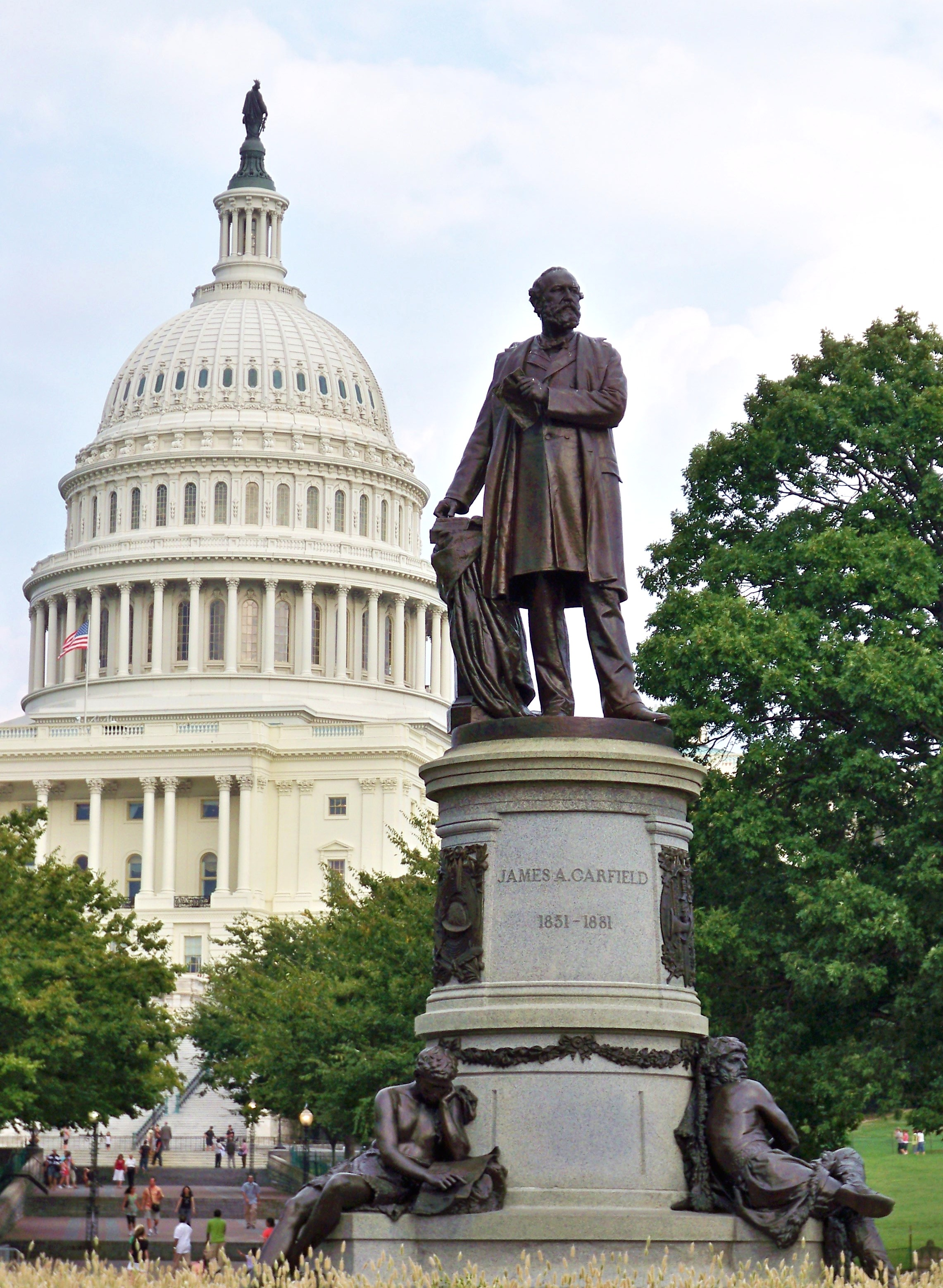
James A. Garfield Monument vor dem Kapitol

#### 38. Kongress (1863–1865)
Weil ein Putschversuch der durch Sezession und Bürgerkrieg demoralisierten Demokraten befürchtet wurde, startete der 38. Kongress am 6. Dezember 1863 in so bedrohlicher Atmosphäre, dass Garfield verdeckt einen Revolver trug. Die Republikaner bildeten eine eher lose Gruppierung, die einzig durch die gemeinsame Kriegsunterstützung zusammengehalten wurde. Ihre Parteiführer im Haus waren allesamt radikaler gesinnt als der Präsident. Am meisten Gewicht hatten bei den radikalen Republikanern die Stimmen von Thaddeus Stevens, der dem wichtigen Committee on Ways and Means („Mittel-und-Wege-Komitee“) vorstand, Robert Cumming Schenck und Henry Winter Davis. Garfield war das jüngste Kongressmitglied und gewann anfangs vor allem wegen seines jugendlichen Aussehens Aufmerksamkeit. Einerseits fand er durch seine gesellige und freundliche Art schnell sozialen Anschluss, andererseits verärgerte er die Parteikollegen, indem er mitunter gegen die eigene Fraktion und frühere Aussagen stimmte. Rasch suchte Garfield die Konfrontation mit Stevens, der ihn aber klassisch ausmanövrierte und eine Bundesmittelzuweisung für den im Kongresswahlbezirk von Garfield liegenden Hafen von Ashtabula verhinderte. Eine erste politisch bedeutsame politische Freundschaft schloss er mit Schenck, während Davis zu seinem Mentor und Vorbild wurde. Garfield war Mitglied im United States House Committee on Armed Services („Militärausschuss des Repräsentantenhauses“), dem Davis vorstand. Dieser Kongressausschuss hatte wegen des Bürgerkriegs eine besonders große Bedeutung und Arbeitsdichte.
Schenck betraute Garfield mit der Überarbeitung des Wehrpflichtgesetzes, das in der Union extrem unpopulär war. Anders als viele seiner Fraktionskollegen störte er sich vor allem an zwei Punkten der bisherigen Bestimmung: der Möglichkeit, sich vom Dienst in der Nordstaaten-Armee über einen Ersatzmann freizukaufen, und am überregionalen Handel von lokalen „Wehrpflichtquoten“ zwischen unterschiedlichen Wahlbezirken. Nachdem der erste Gesetzesentwurf von Garfield im Juni 1864 im Haus gescheitert war, machte Lincoln persönlich den Ausschuss auf die Dringlichkeit dieses Vorhabens aufmerksam. Nach einigen Konzessionen an die Gegner fand die neue Form des Wehrpflichtgesetzes eine Mehrheit im Kongress. Eine wesentliche Änderung war, dass nun ein Freikauf vom Wehrdienst nicht mehr möglich war.
Während dieser Phase seiner politischen Laufbahn trat Garfield für eine Stärkung der Bundesgewalt ein, auch auf dem Felde des Eisenbahnbaus. Mit seinen Ansichten zur Südstaatenpolitik gehörte er zum radikalen Flügel der radikalen Republikaner. So sprach er sich für die Enteignung der rebellierenden Plantagenbesitzer aus. Für erstes Aufsehen sorgte er Anfang April 1864 in einer Debatte mit dem demokratischen Copperhead („Kupferkopf“) Alexander Long, den er als Konföderierten bloßstellte, als dieser sich für ein Ende des Bürgerkriegs ausgesprochen hatte. Von Lincoln hatte er eine ausgesprochen niedrige Meinung, weshalb er seiner Wiederwahl in diesem Jahr ambivalent gegenüberstand. Als der Präsident Chase nicht vor Korruptionsvorwürfen von Francis Preston Blair junior Ende April in Schutz nahm, sondern aus dem Kabinett entfernte, stieg seine Verachtung für diesen umso mehr. Obwohl in Garfields Kongresswahlbezirk einige gegen das neue Wehrpflichtgesetz murrten, Gerüchte über seinen angeblich lasterhaften Lebenswandel in der Hauptstadt im Umlauf waren und er einräumte, dass Lincoln nicht seine erste Wahl als Präsident sei, nominierte ihn die lokale Republican Convention wieder als Abgeordneten für den 39. Kongress. In der folgenden Wahl besiegte er den demokratischen Konkurrenten mit einem Stimmenverhältnis von 3:1.
Insgesamt konnte er in seiner ersten Amtszeit im Kongress nur wenig Erfolge vorweisen und war unter den Journalisten und Besuchern des Kapitols besser gelitten als in seiner eigenen Fraktion. Das sich abzeichnende Ende des Sezessionskriegs führte zudem zu einem Bedeutungsverlust des Militärausschusses. Aus diesen Gründen plagten ihn in der zweiten Sitzungsperiode des 38. Kongresses ab Dezember 1864 Selbstzweifel und er dachte über berufliche Alternativen nach. Unter anderem zog er eine Sozietät mit dem Disciple Jeremiah S. Black in Betracht, während eine ethisch fragwürdig konstruierte Ölbohrunternehmung mit Ralph Plumb zu einem Fehlschlag wurde.

#### 39. Kongress (1865–1867)
Mit dem Ende des Bürgerkriegs wurden seine radikalen Ansichten hinsichtlich der Südstaatenpolitik allmählich moderater. Nach dem Attentat auf Lincoln half er dem neuen Präsidenten Andrew Johnson bei der Vermittlung der Freilassung von Alexander H. Stephens, dem ehemaligen Vizepräsidenten der Konföderierten Staaten. Während zwischen dem Präsidenten und seiner Partei die Entfremdung zunahm, mühte sich Johnson, Garfield als Mittelsmann zu den radikalen Republikanern zu gewinnen. Im Februar 1866 stellte Garfield in seiner wichtigsten Rede zur Frage der Reconstruction klar, dass seiner Ansicht nach die rebellierenden Staaten niemals aus der Union entlassen worden seien, sie aber durch den Bürgerkrieg ihre vollen Rechte verwirkt hätten. Der geeignetste Beweis für ihre Reue sei erbracht, wenn sie den Schwarzen das Wahlrecht einräumten. Damit äußerte er sich gemäßigter als der radikale Flügel um Stevens. Als Johnson wenig später mit seinem Veto für das Ende des unter Lincoln zur Betreuung der befreiten Sklaven eingerichteten Freedmen’s Bureau („Freigelassenen-Agentur“) sorgte, wandte sich auch Garfield vom Weißen Haus ab und kehrte in das Lager der radikalen Republikaner zurück. Von nun an fokussierte er sich auf den Kampf gegen Johnson und die Finanzpolitik, wobei ihm zugutekam, dass er mittlerweile Mitglied im Committee on Ways and Means war.

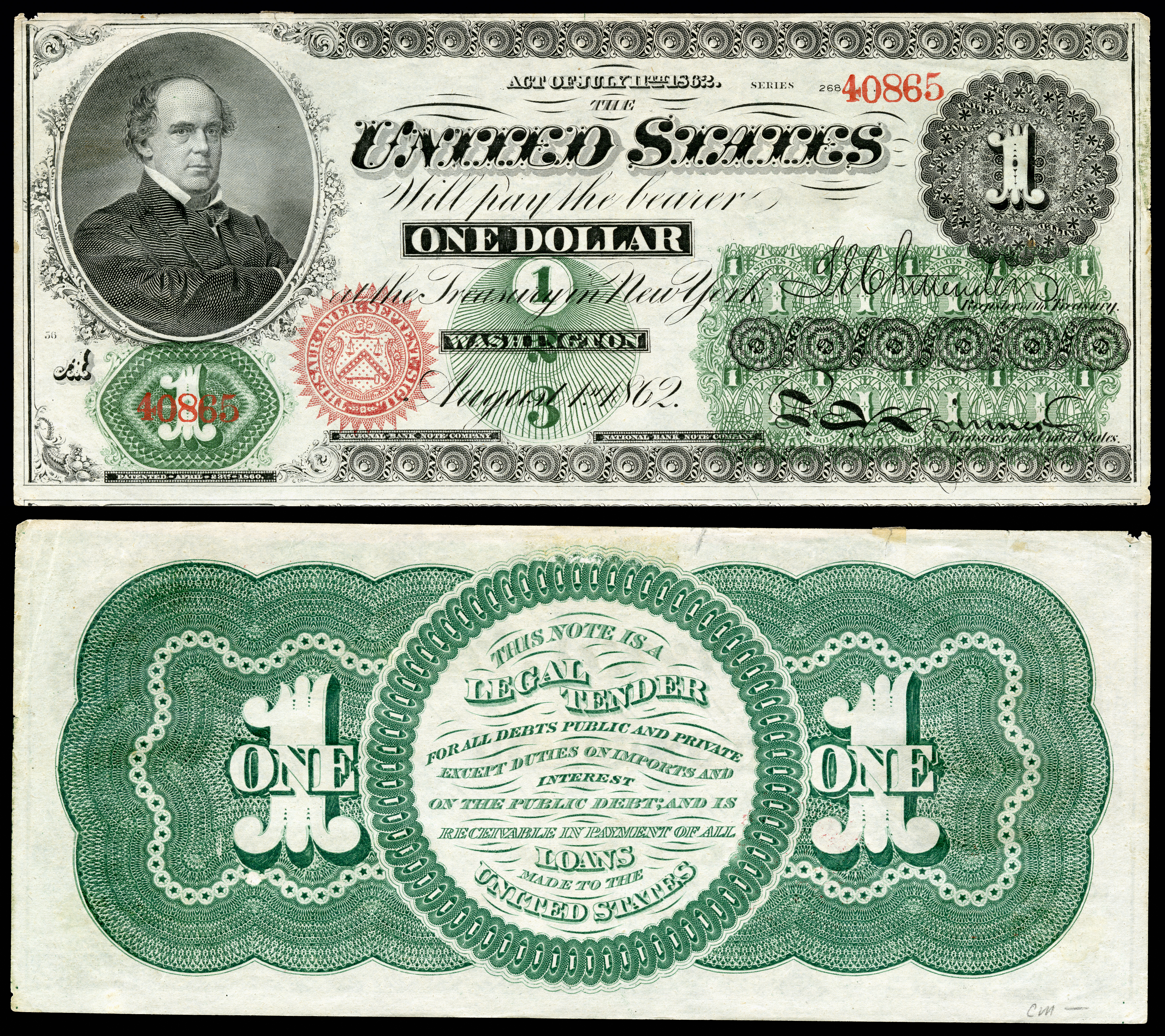
Greenback von 1862

Dem Zeitgeist entsprechend folgten Garfields wirtschaftspolitische Vorstellungen weitgehend dem Leitbild des Laissez-faire. Seine erste Rede im Kongress zur Geldpolitik legte den Ton aller noch folgenden fest. Garfield forderte ein Ende des Umlaufs von Banknoten (Greenbacks), deren Tauschwert zum Gold starken Schwankungen unterworfen war, und die Rückkehr zu einer auf Münzgeld beruhenden Wirtschaft. Mit dieser Haltung kollidierte er mit dem radikalen Flügel um Stevens und machte sich in seinem Wahlbezirk unbeliebt, denn insbesondere in Ohio und den anderen nordwestlichen Bundesstaaten war die mit Papiergeld verbundene Inflationspolitik populär. Dennoch blieb er ein Verfechter des „ehrlichen“ Hartgelds, das für ihn den Stellenwert eines intellektuellen und moralischen Prinzips hatte. Weniger klar gestaltete sich Garfields Position zur Zollpolitik, wo er sich mehr von politischen Erwägungen als von ideologischen Überzeugungen leiten ließ. Im Interesse der Landwirtschaft und Industrie seines Wahlbezirks votierte er für Schutzzölle auf Lein und Eisenschienen.
Wegen finanzieller Sorgen sah sich Garfield dazu gezwungen, als Anwalt zu praktizieren. Sein erster Auftritt im Gerichtssaal fand im März 1866 vor dem Obersten Gerichtshof im Fall Ex parte Milligan statt. Er vertrat mit Black den klagenden Copperhead Lambdin P. Milligan, der in Indiana kurz vor Ende des Sezessionskriegs von einem Militärgericht wegen Landesverrat zu einer lebenslangen Freiheitsstrafe verurteilt worden war. Milligan machte geltend, dass eigentlich die zivile Gerichtsbarkeit für seinen Fall zuständig gewesen sei. Letztendlich folgte der Oberste Gerichtshof dieser Argumentation. Die Wiederwahl in den 40. Kongress gelang Garfield im Oktober 1866 mit einem im Vergleich zu 1864 etwas schwächeren Stimmenverhältnis von 5:2.

#### 40. Kongress (1867–1869)
Beunruhigt von dem Vorhaben der radikalen Republikaner, ein Amtsenthebungsverfahren gegen Johnson anzustrengen, kehrte er in die Hauptstadt zurück. Nachdem die Südstaaten mit Rückendeckung des Weißen Hauses den 14. Zusatzartikel abgelehnt hatten, sprach sich Garfield für eine strikte militärische Verwaltung der ehemaligen Konföderierten aus. Während der Sitzungspause im Sommer 1867 unternahm Garfield mit seiner Frau eine 14-wöchige Europareise, in deren Verlauf er auch eine Debatte im House of Commons zum Reform Act 1867 verfolgte und John Stuart Mill, Benjamin Disraeli und William Ewart Gladstone sah. Als persönlichen Höhepunkt erlebte er die Besichtigung der antiken Stätten in Rom.
Zurück in Amerika blieb Garfield der Vorsitz im Committee on Ways and Means verwehrt und zu seiner Enttäuschung erhielt er stattdessen vom Sprecher des Repräsentantenhauses (Speaker of the United States House of Representatives) Schuyler Colfax den Vorsitz über den Militärausschuss. Dessen Hauptaufgabe bestand darin, die Armee auf Friedensgröße zurückzufahren. Typischerweise veranlasste Garfield eine breit angelegte Organisationuntersuchung, um die zukünftigen Strukturen nicht nur schlanker, sondern auch effizienter zu gestalten. Ferner versuchte er, den südstaatenfreundlichen Militärkommandeur von Texas und Louisiana General Winfield Scott Hancock zu entmachten. Im Juli 1868 scheiterten Garfields Vorschläge zur Truppenreduzierung aufgrund seines ungeschickten Vorgehen im Kongress am Widerstand der Ex-Generale Benjamin Franklin Butler und John A. Logan. Zum Ende des 40. Kongresses wurde ein entsprechendes Gesetz aufgrund einer Senatsvorlage verabschiedet, die viele von Garfields Ideen aufgriff. Im Februar 1868 brachte er zwei Gesetze in das Haus ein, die die graduelle Rückkehr zum Hartgeld und die Legalisierung des Goldhandels vorsahen. Die Vorschläge wurden zwar an die zuständigen Ausschüsse zurückverwiesen, aber eines Tages wegweisend für die nationale Finanzpolitik.
Nach der Entlassung von Kriegsminister Stanton durch Johnson im Februar 1868 änderte Garfield seine Meinung und befürwortete ein Amtsenthebungsverfahren gegen den Präsidenten, denn er sah im Vorgehen des Weißen Hauses einen Bruch des Tenure of Office Act („Amtsdauergesetz“), der eine Beteiligung des Senats vorschrieb. Für das knappe Scheitern des Impeachments bei der entscheidenden Abstimmung im Senat im März 1868 machte Garfield hauptsächlich die Prozessführung von Chase verantwortlich. Abgesehen von einer lokalen Oppositionsbewegung im industriell geprägten Warren, der Garfields Schutzzollpolitik zu weich war, gewann er ohne Probleme die Nominierung für den 41. Kongress und siegte bei den Kongresswahlen mit einem Stimmverhältnis von 2:1.
Im Dezember 1868 scheiterte er mit einem Gesetzesvorschlag, der das Bureau of Indian Affairs („Amt für indianische Angelegenheiten“) unter militärische Kontrolle stellte. In der Debatte offenbarte er eine an Verachtung grenzende Einstellung zu den Indianern. Für Garfield wurde dieses Vorhaben zu einer Obsession und zum Ärger des Hauses setzte er diesen Vorschlag immer wieder auf die Tagesordnung, ohne dass es zu einer Verabschiedung kam.

#### 41. Kongress (1869–1871)
Der Speaker des 41. Kongresses James G. Blaine gab Garfield nicht den ersehnten Vorsitz im Committee on Ways and Means, sondern im Committee on Banking and Currency („Ausschuss für Banken und Währung“). Im Sommer 1869 leitete er den Unterausschuss zur Vorbereitung und Durchführung der Volkszählung im nächsten Jahr (United States Census 1870). Durch diese Tätigkeit wurde Garfield zu einem starken Fürsprecher statistischer Analysen in vielfältigen Feldern. Mit seinen Ideen zur Modernisierung des Census, die unter anderem einen Ersatz der Marshals als Volkszähler durch Fachpersonal vorsahen, scheiterte er im Senat. Bezüglich des neuen Präsidenten Grant zeigte er wenig Enthusiasmus und ihr Verhältnis blieb unterkühlt. Zu einem ersten Konflikt kam es vor dem Hintergrund des Spoilssystem („Beutesystem“), bei dem zwischen jeder neuen Administration und dem Kongress die Stellenbesetzung im öffentlichen Dienst ausgehandelt wurde. Garfields Wunsch nach einem Dienstposten für einen Anhänger in der Post (United States Postal Service) blieb vom Weißen Haus unerhört. In Garfields Sinne dagegen war die Haltung des Präsidenten zur Hartgeldpolitik und die Ernennung seines Freundes Cox zum Innenminister.

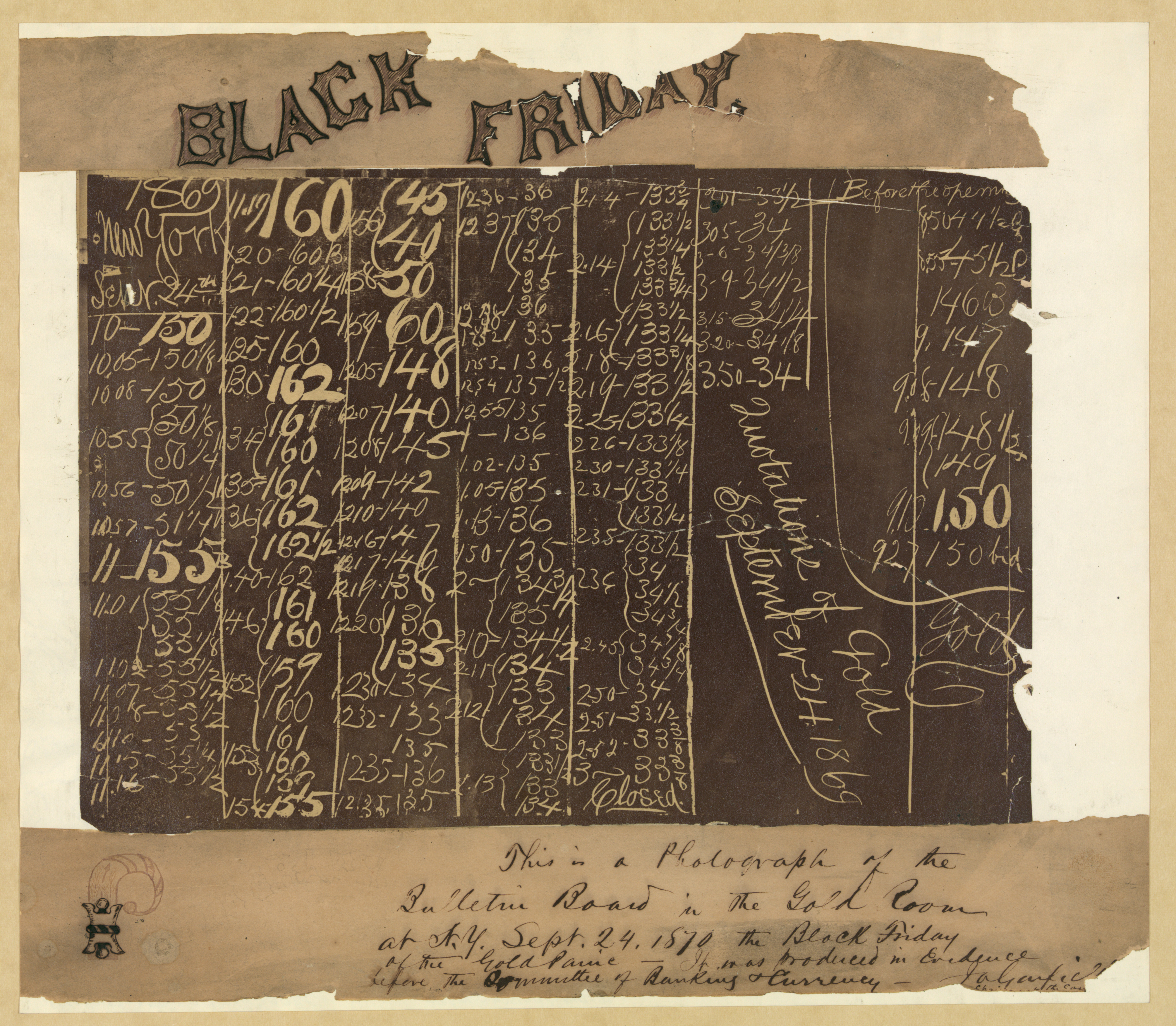
Fotografie einer Tafel aus der New Yorker Handelsbörse vom 24. September 1869, die den Verfall des Goldpreises an diesem Tag verdeutlicht. Die handschriftlichen Ergänzungen von Garfield unten im Bild legen nahe, dass dies als Beweisstück im Untersuchungsausschuss zum Schwarzen Freitag verwendet wurde

Im September 1869 führten Spekulationen von James Fisk und Jay Gould auf dem Goldmarkt zum Schwarzen Freitag von 1869, dem eine Wirtschaftskrise folgte. Besondere Brisanz erhielten diese vom Committee on Ways and Means untersuchte Geschäfte auf dem Goldmarkt dadurch, dass Grants Schwager Abel Corbin darin verwickelt war. Auf Wunsch des Präsidenten lud Garfield Corbin nicht vor und entlastete in seinem Abschlussbericht Grant und dessen Familie. Garfield sah als eigentlichen Grund für die Wirtschaftskrise die auf den Greenbacks beruhende inflationäre Geldpolitik an. Er erarbeitete im Committee on Banking and Currency daher ein neues Bankengesetz, das aufgrund der Komplexität und seines ungeschickten Vorgehens im Kongress im Sommer 1870 scheiterte. Nach der Überarbeitung durch einen anderen Ausschuss wurde das Gesetz schließlich verabschiedet. Bei den Wahlen zum 42. Kongress siegte er, wobei er erstmals ein County an die Demokraten verlor. Da mit Schenck der Vorsitzende des Committee on Ways and Means den Wiedereinzug in das Repräsentantenhaus verpasst hatte, machte sich Garfield erneut Hoffnungen auf diese Position, die sich nicht erfüllten. Vor allem der einflussreiche Horace Greeley hatte sich bei Blaine gegen ihn verwandt, weil er in Garfield einen verkappten Anhänger des Freihandels vermutete.

#### 42. Kongress (1871–1873)
Im Dezember 1871 erhielt Garfield den Vorsitz im Committee on Appropriations („Haushaltsausschuss“), dessen wesentliche Aufgabe die Genehmigung von Bundesmitteln für die öffentliche Verwaltung war. Er zeigte in diesem Feld ein für seine Zeit sehr modernes, ganzheitliches Verständnis für Haushaltsplanung. So strebte er eine zentrale und periodische Vergabe der exekutiven Staatsausgaben an, die bis dahin nicht jährlich vom Kongress bewilligt, sondern auf unbestimmte Zeit von jedem Ressort einzeln auf unterschiedlichen Wegen beantragt wurden, was den tatsächlichen Staatshaushalt intransparent machte. Als Vorsitzender im durch überparteiliche und kollegiale Zusammenarbeit gekennzeichneten Haushaltsausschuss eignete er sich eine außergewöhnlich große verwaltungswissenschaftliche Expertise an, die von keinem seiner Amtsvorgänger im Weißen Haus erreicht worden war. Die vier Jahre im Haushaltsausschuss stellten für Garfield den Höhepunkt seiner politischen Karriere im Kongress dar. Er setzte sich in dieser Funktion für die Finanzierung von Wissenschafts- und Bildungsprojekten ein, was die Gründung des United States Geological Survey („Amt für Kartografie der Vereinigten Staaten“) ermöglichte.
Die für eine skrupellose Ausnutzung des Spoilssystems stehende und einen großen Einfluss auf das Weiße Haus ausübende Faktion der Stalwarts („Feste, Starke, Mutige“) um Roscoe Conkling, Simon Cameron und Oliver Morton führte bei Garfield zu einer zunehmenden Distanzierung von seiner Partei. Reformorientierte Ökonomen und Publizisten wie Henry Adams zogen Garfield während dieser Zeit auf ihre Seite. Neben Hartgeldpolitik standen sie für niedrige Zölle, eine Amnestie für den Süden und insbesondere eine Verwaltungsreform zur Abschaffung des Spoilssystems zugunsten einer eignungsorientierten Personalauswahl. Folglich stimmte Garfield in der Südstaatenpolitik in einigen Fällen gegen den Präsidenten. Sein Einsatz für die Verwaltungsreform war nur halbherzig, weil er das Spoilssystem an sich nicht ablehnte, sondern nur über die Mühsal klagte, sich als Kongressmitglied der unzähligen Stellenbewerber zu erwehren. Garfield sah die Stellenbesetzung prinzipiell als eine exekutive Aufgabe an, die durch die Einmischung des Kongresses für Korruption anfällig geworden sei. Aus diesen Gründen unterstützte er die halbherzigen Reformbemühungen von Präsident Grant für die öffentliche Verwaltung. Die größte Differenz mit Grant hatte er bezüglich der Zweiten Dominikanischen Republik, deren Annexion das Weiße Haus obsessiv verfolgte, was aber letztendlich im Kongress am Parteiflügel um Charles Sumner scheiterte.
Bereits im März 1871 hatte Garfield von Cox erfahren, dass einige Politiker des Reformflügels eine Parteiabspaltung vorbereiteten, um die Wiederwahl Grants zu verhindern. Als die aus diesem Prozess entstehende Liberal Republican Party Anfang 1872 John Sherman als Senator Ohios stürzen wollte, verhielt er sich ihren Avancen gegenüber passiv. Auch in den nächsten Monaten, in denen die neue Partei an Fahrt gewann, scheute er typischerweise eine Entscheidung und überließ das weitere dem Schicksal. Nach dem Verkauf seines Hauses in Hiram lebte er mit seiner Familie ab Juli 1872 die ganze Zeit über in der Hauptstadt. Bei der Präsidentschaftswahl im gleichen Jahr war Garfield erst unschlüssig, wen er unterstützen sollte. Als die Liberal Republicans Greeley zu ihrem Spitzenkandidaten kürten und mit den Demokraten paktierten, stellte er sich wieder hinter den am Ende siegreichen Grant. Garfield selbst erhielt in seinem Kongresswahlbezirk mehr als doppelt soviel Stimmen wie sein Gegner Milton Sutliff.

#### 43. Kongress (1873–1875)

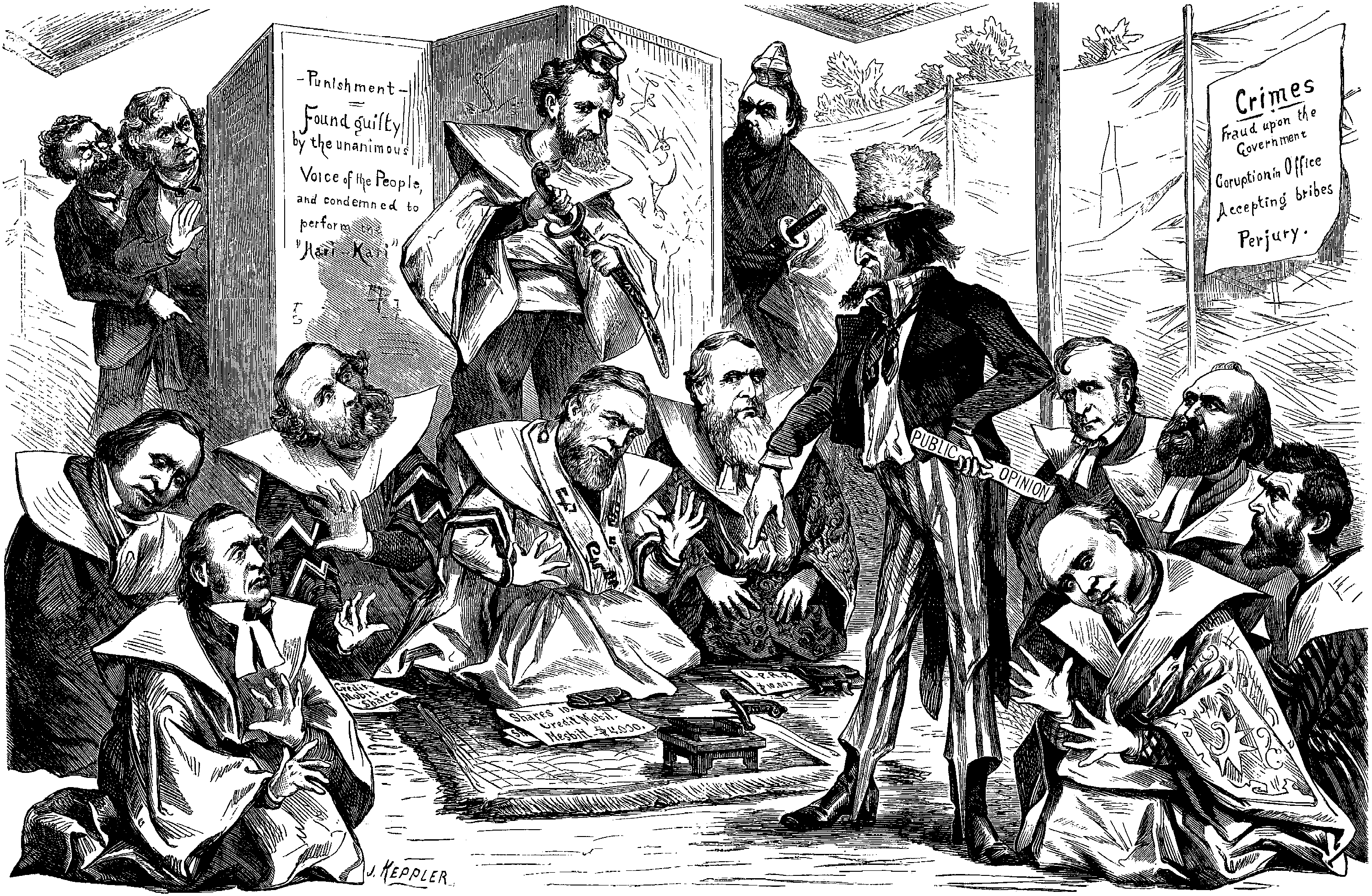
Zeitgenössische Karikatur zum Crédit-Mobilier-Skandal: Uncle Sam fordert die in den Skandal verwickelten Politiker zum Harakiri auf (Joseph Keppler in Frank Leslie's Illustrated Newspaper, 8. März 1873)

Noch vor Beginn des 43. Kongresses wurde Garfield in den an September 1872 publik werdenden Korruptionsskandal um die vom Repräsentanten Oakes Ames gegründete Baufirma Crédit Mobilier of America hineingezogen, mit deren Hilfe die Direktoren der Union Pacific Railroad im Rahmen des transkontinentalen Eisenbahnbaus erhebliche Geldsummen in die eigene Tasche wirtschafteten und Kongressabgeordnete bestachen. Auf der Liste der betroffenen Politiker fand sich auch der Name Garfields, der deshalb im Januar 1873 vor den von Luke P. Poland geleiteten Untersuchungsausschuss aussagen musste. Dort gab er an, von Ames lediglich Crédit-Mobilier-Aktien zum Kauf angeboten bekommen zu haben, die ihm aber zu teuer gewesen wären. Ames selbst entlastete ihn mit seiner ersten Aussage, änderte diese aber einige Wochen später und beschädigte damit Garfields Ruf erheblich. Laut seiner zweiten Aussage habe Garfield von ihm die Aktien umsonst erhalten und erst später mit den ausgezahlten Dividenden zurückerstattet. Der Untersuchungsausschuss folgte dieser Version der Ereignisse, sah aber von einer Sanktionierung Garfields ab. Der Korruptionsskandal um Crédit Mobilier gilt als einer der berüchtigsten in der Geschichte der Vereinigten Staaten.
Als noch verheerender für Garfields Ansehen erwies sich das von ihm Ende Februar 1873 eingebrachte Haushaltsgesetz für die Ausgaben des Bundes. Butler versah es im Repräsentantenhaus kurz vor Auslaufen der Sitzungsperiode mit einem Zusatz, der erhebliche Gehaltserhöhungen für den Präsidenten und die Kongressabgeordneten vorsah. Garfield kämpfte dagegen an, konnte es aber im entscheidenden Kongressausschuss nur geringfügig abschwächen. Weil diese in der Öffentlichkeit als salary grab („Gehaltsraub“) apostrophierte Maßnahme mit seinem Haushaltsgesetz verbunden war, wurde vor allem er dafür verantwortlich gemacht. Etliche Ortsverbände der Republikaner in seinem Wahlbezirk forderten ihn zum sofortigen Rücktritt auf. Um den Unmut zu zerstreuen, verzichtete Garfield auf seine Gehaltserhöhung. Als Ende des Jahres der Kongress wieder tagte, sah dieser sich mit der Panik von 1873 konfrontiert. Gemeinsam mit Finanzminister Benjamin Bristow überzeugte er den Präsidenten davon, auf die Depression nicht mit einem inflationären Konjunkturprogramm zu reagieren, sondern lediglich eine Änderung der Konkursgesetze vorzunehmen und die Ausgaben zu kürzen. Infolgedessen verhinderte Grant die vom Kongress beschlossenen Wirtschaftshilfen mit einem Veto. Aufgrund der Skandale vom Frühjahr 1873 und seiner unpopulären Sparpolitik musste Garfield eine anstrengendere Wiederwahlkampagne führen als gewohnt. Die Nominierung sicherte er unter anderem, indem er dem Sohn des innerparteilichen Konkurrenten Benjamin Wade eine Anstellung in einer Bundesbehörde verschaffte und für Ashtabula die Bundesmittel-Förderung gewährleistete. Nach seiner Bestätigung auf der Primary im August 1874 und einer aufreibenden Wahlkampftour durch den gesamten Kongresswahlbezirk verteidigte Garfield seinen Sitz im Repräsentantenhaus, wobei er davon profitierte, dass eine republikanische Abspaltung und die Demokraten sich nicht auf einen Gegenkandidaten einigen konnten.

#### 44. Kongress (1875–1877)
Spätestens als Anfang 1875 in Louisiana Bundestruppen das State Capitol besetzten und genügend demokratische Abgeordneten abführten, um eine republikanisch kontrollierte State Legislature herzustellen, sah Garfield die Reconstruction als gescheitert an. Er fürchtete um die bis dahin erreichten Fortschritte in der Emanzipation der Afroamerikaner, zumal die öffentliche Meinung in den Nordstaaten dieses Themas zunehmend überdrüssig war. Im demokratisch dominierten 44. Kongress verlor Garfield den Vorsitz im Haushaltsausschuss und saß nun stattdessen im Mittel-und-Wege-Komitee. Dem Gesetzesvorschlag der Demokraten, hochrangigen früheren Konföderierten Amnestie und eine Rückkehr in die Politik zu gewähren, gab er mit einer national viel beachteten Rede im Frühjahr 1875 Kontra. Sie wurde vom Republican National Committee zur Verwendung im kommenden Präsidentschaftswahlkampf millionenfach nachgedruckt. Obwohl Blaine ihm damals nicht den erhofften Sitz im Mittel-und-Wege-Komitee gegeben hatte und er ahnte, dass der Reformer Bristow möglicherweise der geeignetere Mann sei, unterstütze Garfield ersteren im Rennen um die Nominierung als Präsidentschaftskandidat. Weitere Bewerber waren die Stalwarts Conkling und Morton sowie Ohios Gouverneur Rutherford B. Hayes. Garfield signalisierte Hayes seine Unterstützung mit dem Hintergedanken, die Delegation Ohios geschlossen gegen Conkling, Bristow und Morton zu halten und im richtigen Moment auf die Seite Blaines zu ziehen.
Wenige Tage vor der Republican National Convention von Juni 1876 in Cincinnati erlitt Blaine einen Zusammenbruch und befand sich danach in einem nahezu komatösen Zustand. Zwar wurde seine Kandidatur aufrechterhalten, aber nach sechs Wahldurchgängen schwenkte die Mehrheit in das Lager von Hayes, der in sein Präsidentschaftswahlprogramm auf Drängen Garfields die Rückkehr zum Münzgeld aufnahm. Weil Blaine kurz zuvor in den Senat gewählt worden war, erhielt Garfield von der Partei die Position des Sprechers des Repräsentantenhauses zugesichert, sollten die Republikaner im nächsten Kongress wieder die Mehrheit zurückgewinnen. Im Wahlkampf engagierte er sich vor allem für Hayes und weniger in seinem eigenen Kongressbezirk, den er mit etwas mehr als 60 % aller Stimmen gewann.

#### Kompromiss von 1877
Am Abend der Präsidentschaftswahl sah Garfield in den ersten Ergebnissen, die auf einen Sieg des Demokraten Samuel J. Tilden hinwiesen, seine schlimmsten Befürchtungen bestätigt. Alarmiert fochten die Republikaner die Stimmenauszählungen in Florida, South Carolina und Louisiana an. Zu diesem Zweck entsandte ihn Grant am nächsten Morgen als Wahlbeobachter nach Louisiana, wo die Demokraten einen Vorsprung von mehr als 7000 Stimmen hatten. Schon kurz nach seiner Ankunft war er sich sicher, dass Hayes diesen Bundesstaat gewonnen hatte, und sah sich durch die Berichte von Manipulationen und gewalttätigen Übergriffen, mit denen Republikaner und Afroamerikaner an der Stimmabgabe gehindert worden waren, in seiner Überzeugung bestätigt. Der Leiter der Delegation, Sherman, schickte Garfield zu einer genaueren Untersuchung der Vorwürfe in das West Feliciana Parish, wo er die Vorwürfe bestätigende Zeugenaussagen aufnahm. Am Ende verwarf das zentrale Wahlleiterkomitee des Bundesstaates so viele demokratische Stimmen, dass Louisiana im Electoral College an Hayes ging. Ähnliches passierte mit Florida und South Carolina, so dass Hayes im Wahlmännerkollegium auf eine Stimme Mehrheit kam. Die Demokraten sprachen im Gegenzug von Wahlbetrug und Korruption der Wahlleiterkomitees. Insgesamt war die politische Lage so angespannt, dass sich in der Nation Sorge vor einem erneuten Bürgerkrieg breit machte.
In dieser festgefahrenen Situation, in der nicht klar war, ob die Wahlmänner aus Florida, South Carolina und Louisiana am Ende auf Grundlage der ersten oder der durch die Wahlleiterkomitees korrigierten Resultate votierten, bemühte sich Garfield mit Hayes’ Zustimmung darum, einen Keil zwischen Nord- und Süddemokraten zu treiben. Dazu sprach er sich im Kongress im Dezember 1876 für eine Subvention des texanischen Hafens von Galveston mit Bundesmitteln aus, was von den strikt an Austerität orientierten Nordstaaten-Demokraten abgelehnt wurde. Er tat dies auch im eigenen Interesse, denn er brauchte Stimmen der Südstaaten-Demokraten im demokratisch dominierten 45. Kongress, um zum Sprecher des Repräsentantenhauses gewählt zu werden. Mit Unterstützung der Stalwarts richteten die Demokraten im Kongress schließlich eine 15-köpfige Wahlkommission zur Überprüfung der Präsidentschaftswahlergebnisse ein, die aus je fünf Mitgliedern des Repräsentantenhauses, Senats und Obersten Gerichtshof bestand. Das ab 31. Januar 1877 tagende Gremium war paritätisch mit Demokraten und Republikanern besetzt, wobei der als unabhängig geltende Bundesrichter Joseph P. Bradley die entscheidende Stimme hatte. Garfield, der die Einrichtung dieser Kommission bis zuletzt bekämpft hatte, wurde zu einer ihrer Mitglieder bestimmt. Nach etwas mehr als zwei Wochen entschied das Gremium dank des Votums von Bradley mit 8:7 Stimmen für eine Anerkennung der korrigierten Wahlresultate aus den fraglichen Bundesstaaten. In aufgeheizter Stimmung, Garfield konnte sich nur mit Personenschutz in der Öffentlichkeit bewegen, initiierten die Demokraten daraufhin einen Filibuster im Repräsentantenhaus, um die Abstimmung im Electoral College über den 4. März hinaus zu verschieben, an dem die Amtszeit Grants endete. Es drohte somit eine Verfassungskrise ohne amtierenden Präsidenten. Am 26. Februar nahm Garfield an einem Treffen von Republikanern aus Ohio mit Südstaaten-Demokraten teil, auf dem der Kompromiss von 1877 geschlossen wurde. Gegen die Zusicherung, dass Hayes als Präsident die von republikanischen Nordstaatlern, den sogenannten Carpetbaggern („Teppichtaschenträger“), geführte Regierung Louisianas nicht länger unterstützen werde, ließen die Demokraten den Filibuster auslaufen. Am Morgen des 1. März konnten im Repräsentantenhaus schließlich unter Mitwirkung von Garfield als informellen Führer der Republikaner die Stimmen des Electoral College ausgezählt und durch den demokratischen Sprecher Samuel J. Randall offiziell bekanntgegeben werden.

#### 45. Kongress (1877–1879)
Durch die Berufung von Sherman in das Kabinett wurde dessen Sitz im Senat frei, auf den Garfield ein Auge geworfen hatte. Hayes bat ihn jedoch, Stanley Matthews den Vortritt zu lassen, weil er ihn als Kandidaten für den Sprecher des Repräsentantenhauses benötigte. Schon bald entfremdete sich Garfield vom neuen Präsidenten. So war er mit einigen Personalien im Kabinett nicht einverstanden, aber vor allem störte er sich an Hayes’ Handhabung der Verwaltungsreform sowie dessen sprunghafter Aussöhnungspolitik mit dem Süden. Letztere war für Garfield von besonderer Bedeutung, da davon seine Mehrheit für die Wahl zum Speaker abhing. Obwohl der Präsident als Charmeoffensive viele Stellen im öffentlichen Dienst in den Südstaaten an Demokraten vergeben hatte, stimmten im Oktober 1877 alle Repräsentanten strikt nach Parteizugehörigkeit ab, womit Randall in dieser Position bestätigt wurde. Nachdem sich Hayes sowohl mit der Blaine- als auch der Conkling-Faktion überworfen hatte, fungierte Garfield als Mittelsmann des Präsidenten zum Kongress. Als Minority Leader („Minderheitsführer“) im Repräsentantenhaus vermied er für ein halbes Jahr lang die Einberufung eines Caucus, damit es nicht zum offenen Bruch zwischen den Republikanern im Kongress und dem Weißen Haus kam. Während fast alle Republikaner aus dem Mittleren Westen den Gesetzesvorstoß des Demokraten Richard P. Bland im November 1877 zur Prägung von Silbermünzen begrüßten, was den Bimetallismus als Währungssystem einführte, stand er an der Seite von Hayes in dessen vergeblichem Kampf gegen den Bland-Allison Act. Bei den Wahlen zum 46. Kongress der Vereinigten Staaten im Oktober 1878 siegte er trotz des Gerrymanderings seines Wahlbezirks durch die demokratische Mehrheit der State Legislature deutlich gegen die Kandidaten der Demokraten und United States Greenback Party.

#### 46. Kongress (1879–1880)
Zu dieser Zeit erreichte Garfield den Höhepunkt seines Einflusses auf den Kongress. Dabei agierte er laut Peskin weniger als eine durch ihren Willen wirkende politische Führungsfigur, sondern mehr als jemand, der andere durch Argumente überzeugte. Als größte Herausforderung stellte sich nach wie vor die Aussöhnung zwischen Partei und Präsident dar, die durch Hayes’ Verzicht auf eine zweite Amtszeit erschwert wurde. Als Lame Duck („lahme Ente“) öffnete Hayes somit dem Kampf um die Nachfolge Tür und Tor. Am Ende war es vor allem der Kampf gegen die demokratische Mehrheit im Kongress, der die Partei zusammenrücken ließ. Diese versahen das Haushaltsgesetz mit einem Zusatz, der den Einsatz von Bundestruppen zur Aufrechterhaltung der Ordnung bei Wahllokalen untersagte, was das letzte Überbleibsel der Reconstruction beseitigte. Anlässlich dieser Gesetzesinitiative hielt Garfield im Repräsentantenhaus Ende März 1879 eine Aufsehen erregende Rede, in der er den Demokraten eine „Revolution gegen die Verfassung und die Regierung“ vorwarf. Diese Wiederbelebung der politischen Gegensätze aus der Zeit des Bürgerkriegs brachte die Republikaner aus der Defensive. Die Demokraten statteten in den nächsten drei Monaten fünf Haushaltsgesetze nacheinander mit einem Zusatz aus und scheiterten jedes Mal am Veto des Präsidenten, das dank Garfields Einsatz im Repräsentantenhaus aufrechterhalten wurde. Weil sich die Hektik im Kongress zunehmend auf die Physis auswirkte, strebte er nach einem Sitz im vergleichsweise geruhsameren Senat, wozu er eine Mehrheit in der State Legislature benötigte. Daher engagierte er sich im Wahlkampf in Ohio, der Ende September mit einem Triumph der Republikaner endete. Sein größter Konkurrent um den Senatsposten Sherman verzichtete auf eine Kandidatur und sicherte sich dafür Garfields Unterstützung für die Nominierung als Präsidentschaftskandidat im nächsten Jahr. Am 6. Januar 1880 wählte ihn der Kongress Ohios als Nachfolger des ausscheidenden Allen G. Thurman in den Senat des 47. Kongresses der Vereinigten Staaten. Am 25. Mai hielt er seine letzte Rede im Repräsentantenhaus.

### Republican National Conventionin Chicago (1880)

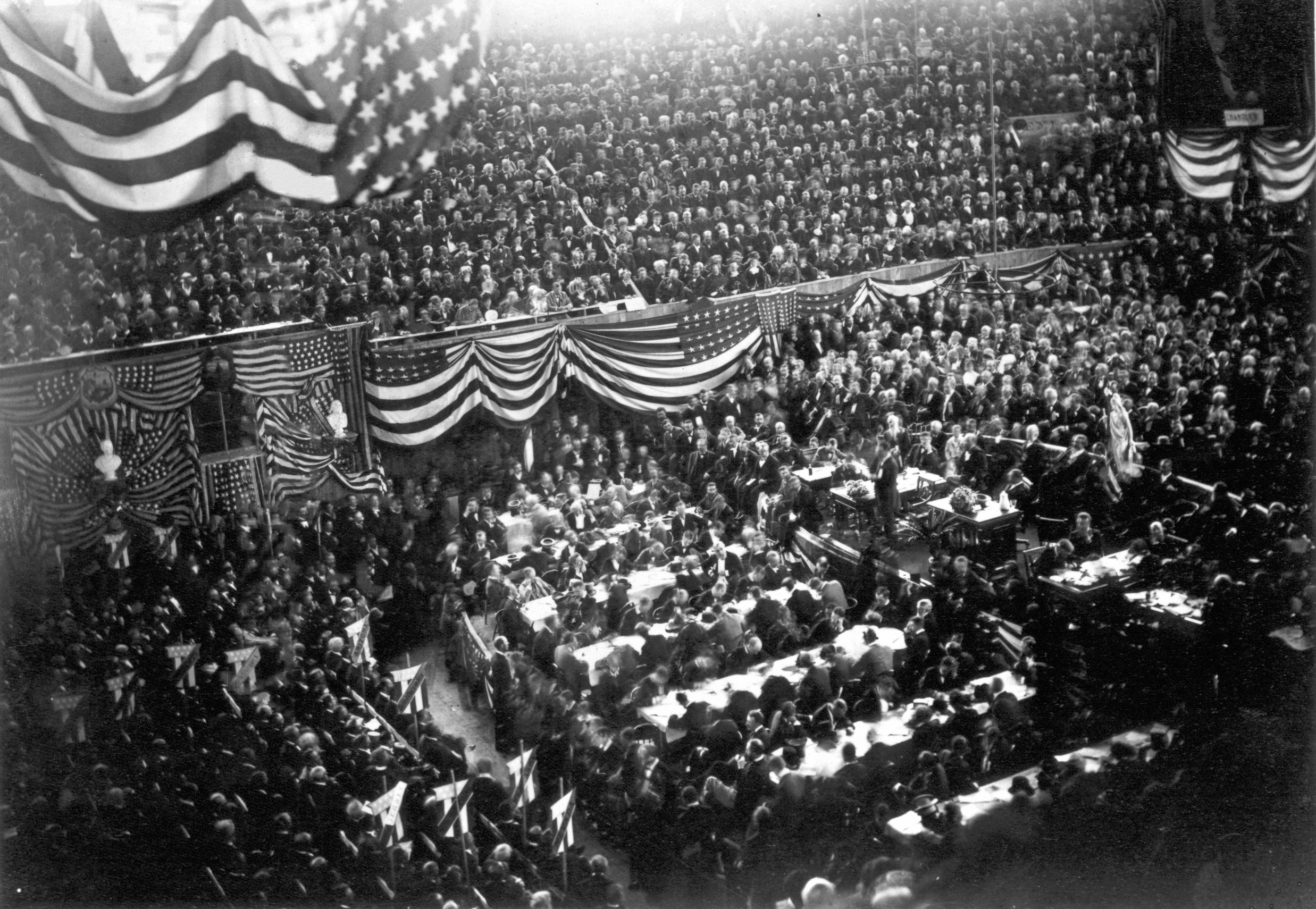
Eröffnungstag der Republican National Convention im Interstate Exposition Building. In der rechten Bildmitte steht Garfield auf dem Podium und wartet darauf, mit seiner Rede beginnen zu können (2. Juni 1880).

Im Vorfeld der Republican National Convention von Chicago galt Grant als der Favorit für die Nominierung zum Präsidentschaftskandidaten und Blaine und Sherman als seine größten Konkurrenten. Die starke Polarisierung der Partei in Stalwarts und ihre Gegner ließ andererseits die Erfolgswahrscheinlichkeit für einen Kompromisskandidaten ansteigen, worauf Garfield unter anderem Jeremiah McLain Rusk schon Anfang 1879 hinwies und seinen Namen ins Spiel brachte. In der Öffentlichkeit schlug er die Avancen aus, verneinte entsprechende Pressemeldungen im Frühjahr 1879 und stellte sich loyal hinter Sherman, aber blieb in Kontakt mit Anhängern in Pennsylvania und Wisconsin, die dort insgeheim Pläne für seine Kandidatur schmiedeten. Dies blieb nicht unbemerkt und im Februar 1880 forderte Sherman von Garfield, seine Anhänger auf Linie zu bringen und eine aktivere Rolle im Wahlkampf. Kurze Zeit später bestimmte er ihn zu seinem Kampagnenführer auf dem Nominierungsparteitag, weil zu dieser Zeit die Kontrahenten für eine Nominierung der Veranstaltung üblicherweise fernblieben. Widerwillig erfüllte Garfield diesen Wunsch und traf eine Woche vor Beginn der Convention am 29. Mai in Chicago ein.
Die Ausgangslage war, dass für eine Nominierung 379 Stimmen benötigt wurden und Grant auf etwas über 300 Delegierte zählen konnte. Um die Abweichler aus den großen Blöcken der Bundesstaaten Illinois, New York und Pennsylvania auszuschalten, versuchten die Stalwarts über James Donald Cameron, den Vorsitzenden des Republican National Committee, eine Festlegung auf die Unit Rule („Einheitsregel“) in der Tagungsordnung zu implementieren. Diese Regelung sah eine geschlossene Abstimmung der jeweiligen Delegationen vor, so dass Grant diese drei Bundesstaaten nach dem „Winner-takes-all“-Prinzip komplett zugefallen wären. Hinter den Kulissen brachte Garfield die Anhänger von Sherman und Blaine im National Committee zusammen, die am 1. Juni gegen die Stalwarts den unabhängigen George Frisbie Hoar als Tagungspräsidenten durchsetzten und die Unit Rule nur erlaubten, sollte die am nächsten Tag beginnende Convention mehrheitlich zustimmen. Am 5. Juni lehnte der Parteitag die Unit Rule schließlich ab. Am Abend des gleichen Tages wurden die Nominierungen offiziell bekannt gegeben und mit seiner Rede für Sherman beruhigte Garfield für einige Zeit die aufgeheizte Atmosphäre des Parteitags, zu der nicht nur die Delegierten, sondern auch 15.000 Zuschauer beitrugen. Nach diesen ersten Erfolgen bröckelte die gegen Grant gerichtete Einheitsfront der sogenannten Half-Breeds („Halbblüter, Mischlinge“), da weder Blaine noch Sherman bereit waren ihre Ambitionen zurückzustecken. In dieser Lage erreichten Garfield am 6. Juni erste Anfragen auf eine eigene Kandidatur, unter anderem von Benjamin Harrison und der Delegation aus Mississippi. Die Pattsituation bestätigte sich am nächsten Tag, denn nach 28 Abstimmungen mit weitgehend stabilen Stimmanteilen hatte keiner der Kandidaten eine ausreichende Mehrheit. Dies erhöhte den Druck auf Garfield, als Kompromisskandidat der Grant-Gegner in das Rennen einzusteigen.

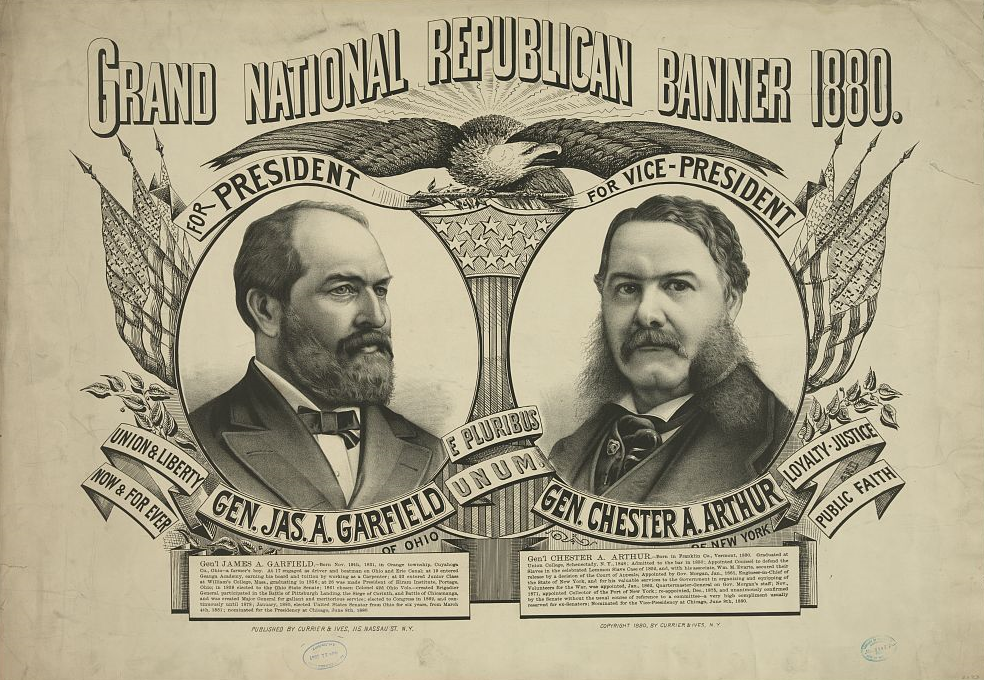
Wahlkampftransparent mit Garfield und Arthur

Nachdem die ersten Abstimmungsrunden am 8. Juni einen negativen Trend für Sherman gezeigt hatten, sahen die Anhänger Garfields den passenden Zeitpunkt für seine Wahl gekommen. Am Ende der 34. Abstimmungsrunde stimmte Wisconsin fast geschlossen für ihn, was für die entscheidende Wende sorgte, als in der nächsten Runde weitere Bundesstaaten diesem Beispiel folgten. In der 36. Abstimmungsrunde erhielt Garfield mit 399 Stimmen die erforderliche Mehrheit, wobei die Delegation Ohios gegen seinen Protest für ihn votierte. Obwohl Sherman ihm wie auch spätere Historiker nie eine aktive Beteiligung in dieses Manöver nachweisen konnte, sah er darin einen Verrat Garfields. Zur Bildung eines ausbalancierten Tickets wurde mit Chester A. Arthur ein Stalwart zum Vizepräsidentschaftskandidaten auserkoren. Garfield kannte Arthur kaum und lehnte dessen Politik ab. Für die Demokraten gingen Hancock und William Hayden English ins Rennen.

### Präsidentschaftswahlen 1880

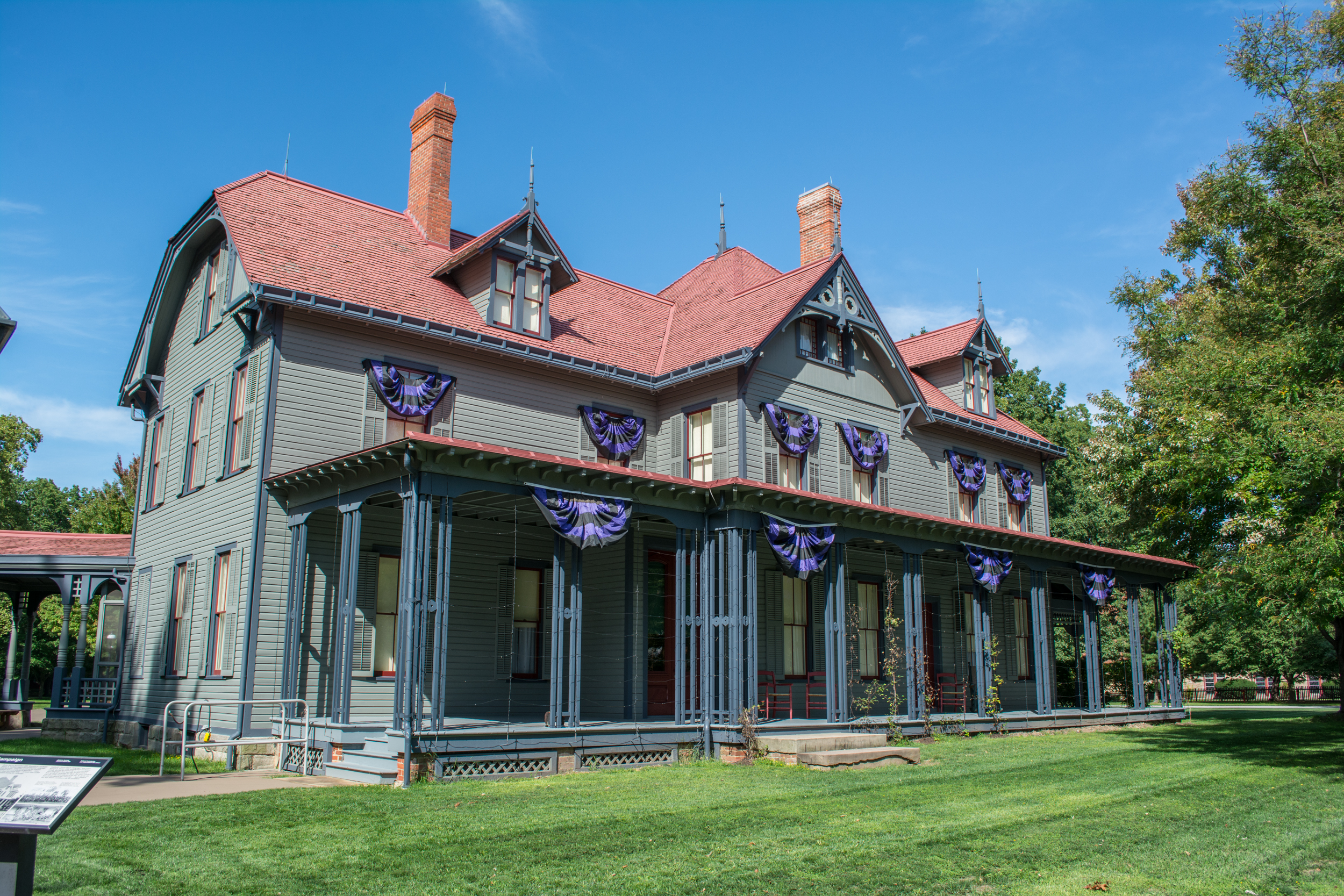
Lawnfield (2016)

Bis zur Wahl verweilte Garfield überwiegend in seinem Haus in Mentor, Ohio, das er Ende 1876 erworben hatte, weil eine aktive Teilnahme am Wahlkampf für Präsidentschaftskandidaten als unschicklich galt. Er beschränkte sich daher, von seiner Residenz Lawnfield aus eine sogenannte Front Porch Campaign („Veranda-Wahlkampf“) zu führen, in deren Rahmen er täglich auf der Veranda Gäste empfing sowie Ansprachen hielt und der Öffentlichkeit ein harmonisches Familienleben vorführte. So blieb ihm als wichtigstes Mittel der eigenen landesweiten Kampagnenführung der öffentliche Brief, in dem er seine Nominierung akzeptierte (Letter of Acceptance). Nach Konsultationen mit Parteigrößen positionierte er sich in diesem Text im Sinne der damaligen Stimmung insbesondere in Kalifornien gegen chinesische Zuwanderung. Hinsichtlich der zwischen „Stalwarts“ und dem Reformflügel äußerst umstrittenen Verwaltungsreform formulierte er nur vage Versprechungen. Einige Reformer wie zum Beispiel Carl Schurz wandten sich daraufhin enttäuscht von Garfield ab. Während des Wahlkampfes bildete Stephen Wallace Dorsey, der Sekretär des Republican National Committee, in Indiana eine der ersten national geführten Kampagnenorganisationen unabhängig von der oft durch Partikularinteressen geleiteten Parteiorganisation des Bundesstaates. Garfields Wahlkampf war in dieser Beziehung richtungsweisend für eine größere Autonomie der nationalen Parteiorganisation von ihren subnationalen Ablegern und eine stärkere Parteiführung durch den Präsidenten. Diese Entwicklung hin zur modernen, auf die Präsidentschaft fokussierten Partei wurde einige Jahre später durch Grover Cleveland vorangetrieben. Die Konzentration der Kampagne auf Indiana hatte Garfield veranlasst, weil er diesem Bundesstaat aufgrund der dortigen Wahlen zur State Legislature wenige Wochen vor der Präsidentschaftswahl besondere strategische Bedeutung zumaß. Die Südstaaten hingegen erhielten von der nationalen Parteiorganisation keine Unterstützung.
Schwierigkeiten bereitete zuerst die Einbindung der in Chicago unterlegenen Stalwarts in den republikanischen Wahlkampf, deren Hochburg der wichtige Bundesstaat New York war. Sie versuchten weiterhin die Partei zu kontrollieren und hatten unter anderem gegen Garfields Kandidaten Dorsey als Sekretär des Republican National Committee implementiert. Um den Präsidentschaftskandidaten mit dem Stalwart-Führer Conkling in einem persönlichen Gespräch zu versöhnen, richtete Dorsey am 5. August eine Partei-Konferenz in Manhattan aus. Während Sherman und Blaine sich dort zeigten, ließ sich Conkling entschuldigen und lud Garfield auf seine Privatresidenz in Coney Island ein. Dieser ging auf das Machtspiel nicht ein und verständigte sich mit den anwesenden Stalwarts, wenngleich die getroffenen Absprachen keinen formalen Charakter hatten. So sagte Garfield zu, weder Schurz noch Sherman als Minister aus dem Kabinett Grants zu übernehmen. Im Gegenzug schalteten sich die Stalwarts nun in die Wahlkampagne ein und der Bankier Levi P. Morton kümmerte sich um deren Finanzierung. Von da an konnte der Trend, der bisher für Hancock und English gesprochen hatte, umgekehrt werden. Zwar verloren die Republikaner im September bei den Wahlen zur State Legislature in Maine, aber dafür machten die meisten Beobachter das autokratische Regime Blaines in diesem Bundesstaat verantwortlich. Die damals üblichen Wahlkampfbiographien hoben ähnlich wie bei der legendären Log Cabin campaign („Blockhüttenkampagne“) von 1840 die bescheidenen Bedingungen, in denen der Kandidat geboren wurde, und seinen sozialen Aufstieg hervor. So steuerte der bekannte Autor Horatio Alger für Garfields Kampagne das Buch From Canal Boy to President bei. Außerdem kursierten mehr als 4 Millionen Kopien diverser Reden von Garfield, wobei ein zentrales Thema die Erinnerung an den Sezessionskrieg und die Republikaner als diejenige Partei war, die für die Union gekämpft hatte. Auf Initiative von Blaine wurde in der letzten Wahlkampfphase eine strengere Schutzzollpolitik in das Programm aufgenommen, von der die heimische Industrie profitierte. Ende September besuchte schließlich Conkling nach einer Wahlkampfveranstaltung in Warren Lawnfield und zollte Garfield seinen Tribut, was den Höhepunkt der Front Porch Campaign darstellte. Später berief sich Conkling darauf, dass er bei diesem Treffen die Zusage erhalten habe, dass nach der Wahl alle Stellen im New Yorker Spoilssystem an seine Freunde gingen.
Die Demokraten fokussierten sich im Wahlkampf vor allem darauf, Garfields Charakter und seine Bilanz als Kongressabgeordneter anzugreifen. Mitte Oktober veröffentlichte die New Yorker Boulevardzeitung The Truth einen Brief von Garfield, der sich später als Fälschung herausstellte. In diesem hielt er an der chinesischen Zuwanderung fest und äußerte gewerkschaftsfeindliche Ansichten. Letztendlich schadete ihm diese Meldung nur an der Westküste, während er im Rest des Landes davon eher profitierte. Am Wahltag, dem 2. November, erreichte er im Popular Vote zwar nur wenige tausend Stimmen mehr als Hancock, aber im Electoral College gewann er 214 von 369 Wahlmännern. Den dieses Mal unumstrittenen Sieg hatte Garfield vor allem in den Nordstaaten gesichert, während die Demokraten den Solid South („Solider Süden“) und somit alle ehemaligen Sklavenstaaten als ihre Hochburg konsolidieren konnten. Hier kam ihnen zugute, dass einem Großteil der Afroamerikaner von den lokalen Behörden das Wahlrecht verweigert worden war. Insgesamt sieht Peskin im Wahlsieg vor allem einen persönlichen Triumph Garfields, dem es gelungen sei, die zerstrittenen Lager innerhalb der Partei hinter sich zu einen. Für eine kurze Zeit war Garfield somit gleichzeitig gewählter Präsident und Senator sowie amtierender Abgeordneter im Repräsentantenhaus, ein bis heute einmaliger Vorgang in der Geschichte der Vereinigten Staaten.

### Gewählter Präsident der Vereinigten Staaten (1880–1881)

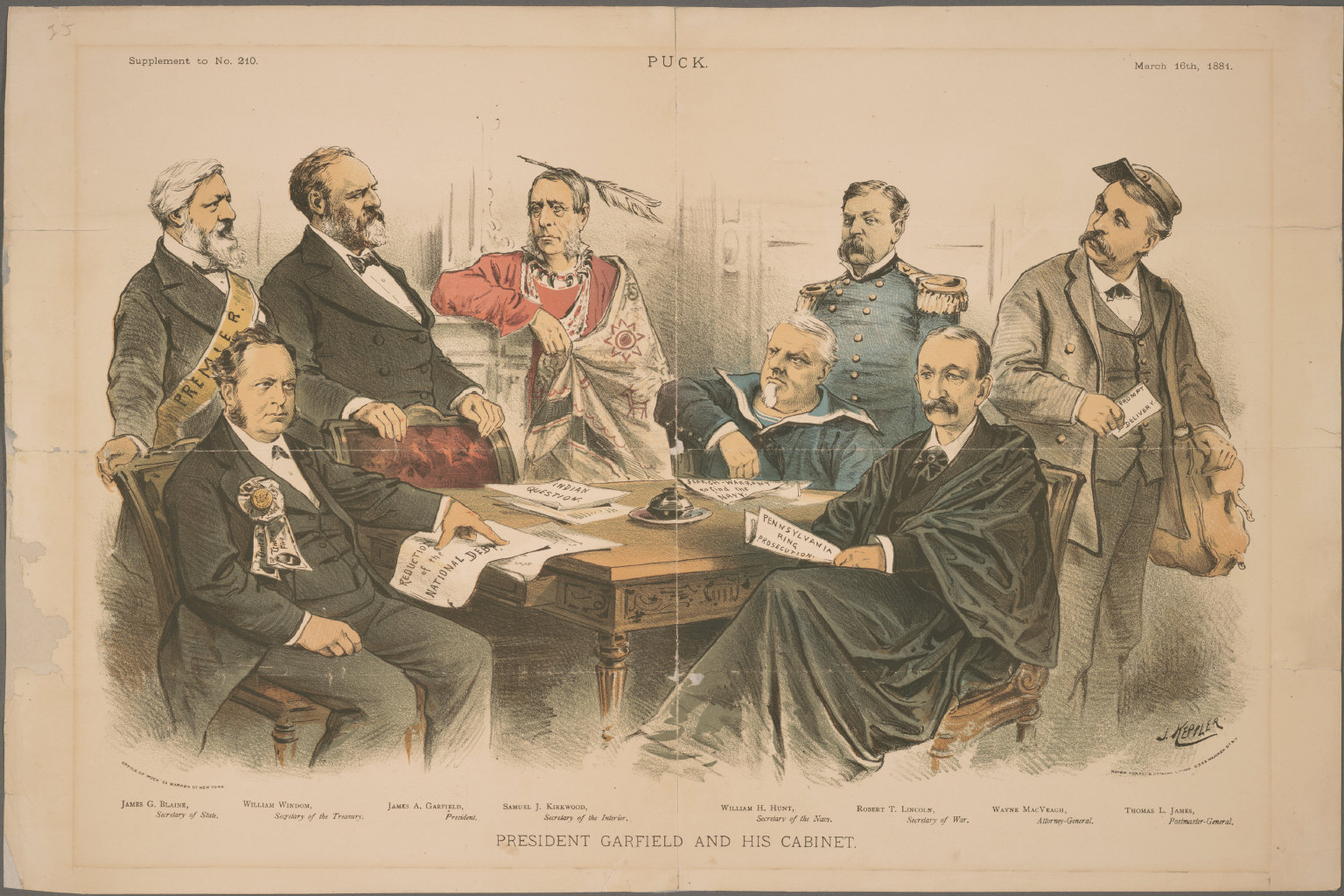
Das Kabinett Garfield auf einer zeitgenössischen Karikatur (Puck, 1881) v. l. n. r.: Blaine, William Windom, Garfield, Samuel J. Kirkwood, Hunt, Robert Todd Lincoln, Wayne MacVeagh und Thomas Lemuel James

Bis zur Amtseinführung am 4. März 1881 musste Garfield als gewählter Präsident der Vereinigten Staaten im Wesentlichen zwei Aufgaben erledigen: eine Antrittsrede schreiben und ein Kabinett zusammenstellen. Außerdem sah er sich einem steten Strom von Stellenbewerbern ausgesetzt, darunter etliche Freunde. Zunehmend misstrauisch gegenüber der sozialen Umwelt litt der eigentlich gesellige Garfield an der damit einhergehenden Isolation. Weil er nur durch außerordentliche Umstände zum Präsidentschaftskandidaten geworden war, hatte er sich bisher kaum Gedanken zu seinem künftigen Kabinett gemacht. Obwohl er ihm aufgrund früherer Enttäuschungen nicht vollständig vertraute, wurde Blaine zu seinem wichtigsten Berater. In dieser Funktion wollte ihn dieser zum Ausschluss der Stalwarts und des Reformflügels von Ministerposten überreden, aber Garfield fürchtete um die Einheit der Partei und setzte auf ein zwischen Faktionen und Regionen ausbalanciertes Personaltableau. Nachdem ihm Blaine Ende November zugesagt hatte, keine eigenen Ambitionen auf das Weiße Haus zu haben, sah er ihn für das Außenministerium vor. Als diese Entscheidung Mitte Dezember 1880 bekannt wurde, lief Conkling gegen die Ernennung seines Erzfeindes Sturm und forderte das Finanzministerium für die Stalwarts. Dessen Vorschlag Levi P. Morton war jedoch für Garfield nicht akzeptabel, zumal die Gesetze einen Ressortleiter ausschlossen, der als Banker im Handel mit Staatsanleihen tätig war. Er bot Morton als Ersatz das Amt des Marineministers an, was dieser jedoch aufgrund seiner Bewerbung für den offenen Senatssitz von New York ablehnte. Eine spätere Zusage zog Morton nach einem persönlichen und konfrontativ akzentuiertem Treffen mit Conkling und Arthur am 2. März zurück. Als Blaine im Hintergrund in die New Yorker Senatswahl eingriff, indem er Chauncey Depew zu einer Kandidatur gegen die Stalwarts überredete, vermutete Conkling dahinter Garfield als eigentlichen Drahtzieher, wodurch sich die Fronten erneut verhärteten. Der gewählte Präsident hingegen fühlte sich von der persönlichen Fehde zwischen Blaine und Conkling eher abgestoßen.
Blaine überredete den widerstrebenden Garfield, Conkling nach Mentor einzuladen. Ein Hintergedanke war, den gewählten Präsidenten vor dem Vorwurf der Stalwarts in Schutz zu nehmen, er werde von Blaine dominiert. Das Treffen Mitte Februar 1881 verlief zwar harmonisch, endete aber ohne verbindliche Zusagen Garfields hinsichtlich der Kabinettauswahl. Kurze Zeit später bot er dem Stalwart Charles J. Folger den Posten des United States Attorney General (Justizminister) an, womit er Conkling enttäuschte, der das Finanzministerium für seine Faktion gefordert hatte. Weil der Blaine-Flügel gleichfalls gegen diese Besetzung opponierte, lehnte Folger das Angebot ab. Keine zwei Wochen vor der Amtseinführung am 4. März 1881 hatte Garfield weder sein Kabinett noch die Antrittsrede fertig gestellt und geriet unter großen Zeitdruck. In den letzten Februarstunden noch vor der Abfahrt nach Washington fragte er mit Erfolg Robert Todd Lincoln und Wayne MacVeagh nach ihrer Bereitschaft für das Kriegs- beziehungsweise Justizministerium. Auf Drängen Hayes’ sah er mit William H. Hunt einen Südstaatler für das Postministerium (United States Postmaster General) und gegen Blaines Protest William Windom für das Finanzministerium vor. Als zwei Tage vor der Amtseinführung das Kabinett immer noch nicht komplett war, gab Garfield schließlich Blaines Vorschlägen nach. Dieser ersetzte Windom mit William B. Allison, schob Hunt in das Innenministerium und machte den Stalwart Thomas Lemuel James zum Postmaster General. Letzteres führte zu einem Eklat, denn Conkling stürmte am Morgen des 3. März mit Arthur und Thomas C. Platt im Schlepptau das Schlafzimmer Garfields und erging sich in einer Tirade gegen den gewählten Präsidenten und die Illoyalität von James. Nachdem am Morgen der Amtseinführung Allison aus persönlichen Gründen das Finanzministerium abgelehnt hatte, machte Garfield in der folgenden Nacht wie ursprünglich geplant Windom zu dessen Ressortleiter und Samuel J. Kirkwood zum Innenminister. Insgesamt spiegelte sich trotz des wesentlichen Einflusses von Blaine in der Kabinettsauwahl des Präsidenten sein gelassener Führungsstil wider, der sich durch das respektlose Verhalten Conklings nicht aus der Ruhe bringen ließ.

### Präsidentschaft (1881)

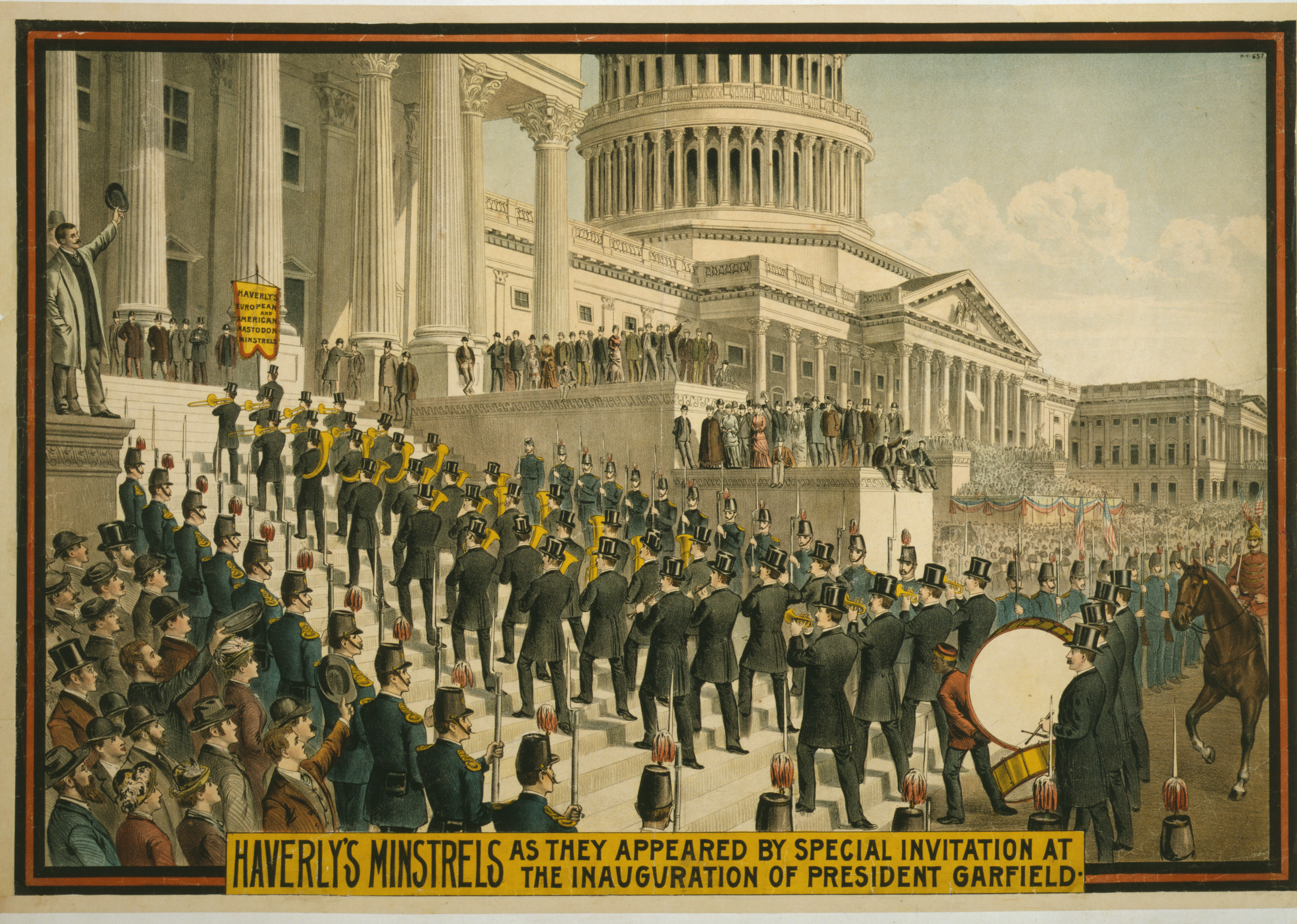
Illustration der Feierlichkeiten zu Garfields Amtseinführung im März 1881

Zwar sahen manche Beobachter wie John Hay in Garfield einen außergewöhnlich gut qualifizierten Präsidenten und stellten ihn in dieser Hinsicht in eine Reihe mit John Quincy Adams, aber er selbst hatte durch seine Zeit im Repräsentantenhaus ein negatives Bild von den mit diesem Amt verbundenen Befugnissen. Abgesehen von der Personalpolitik, bei der das Weiße Haus seiner Überzeugung nach freie Hand bei der Besetzung von Dienstposten haben sollte, positionierte er die Regierungsverantwortung in erster Linie beim Kongress, dem gegenüber der Präsident eine Haltung des Laissez-faire einzunehmen habe. Der Schwerpunkt der 35-minütigen Antrittsrede am 4. März 1881 war die Südstaaten- und Minderheitenpolitik. Garfield rief dazu auf, den Ausgang des Sezessionskriegs endlich zu akzeptieren, und versprach, die Rechte der Afroamerikaner, insbesondere ihr Wahlrecht, zu verteidigen. Besondere Hoffnungen bei der Befriedung des Verhältnisses zwischen Weißen und Schwarzen setzte er in eine Verbesserung der Schulbildung.

#### Konflikt mit Conkling
In den ersten Tagen nach der Amtseinführung belagerten tausende von Stellenbewerbern das Weiße Haus, so dass die Warteschlange vom Oval Office bis zur Pennsylvania Avenue reichte. Zu dieser Zeit umfasste der öffentliche Dienst des Bundes mehr als 100.000 Dienstposten, die allesamt nach den politischen Mechanismen des Spoilssystems besetzt wurden. Garfield nutzte seine Befugnisse aus und verschaffte vielen Kameraden aus dem 42. Ohio-Regiment sowie einigen Verwandten eine Anstellung in der Verwaltung. Abgesehen davon empfand er diese Form des Klientelismus als eine Tortur und bat den Postminister um die Entwicklung einer eignungsorientierten Personalauswahl, mit deren Implementation James erste Erfahrungen in New York City gesammelt hatte. Blaine zeigte während dieser Zeit ständige Präsenz im Weißen Haus, um Einfluss auf Garfields Stellenbesetzungen zu nehmen. Ihre enge Verbindung äußerte sich auch darin, dass der Präsident vor Kabinettsitzungen erst mit diesem das Gespräch suchte. Garfield ernannte als Signal der Versöhnung an Conkling dessen Protegé Morton zum Botschafter der Vereinigten Staaten in Frankreich und lud ihn am 20. März in das Weiße Haus ein. Durch Blaine angefacht, eskalierte die Situation zwischen den beiden wenige Tage später erneut, als es um die Leitung der Zollstelle des New Yorker Hafens ging. Diese Behörde war wegen ihrer Größe, die 1500 Dienstposten umfasste, und den Spitzengehältern von zentraler Bedeutung für das Spoilssystem der Stalwarts. Als Präsident Hayes Arthur von der Leitung der Zollstelle (Collector of the Port of New York) entbunden hatte, war dies vor allem der Grund für den Bruch mit Conkling gewesen. Auf Drängen Blaines wollte Garfield nun Edwin Albert Merritt entlassen und William H. Robertson zum neuen Behördenleiter ernennen. Dies stieß auf erhebliche Proteste nicht nur der Stalwarts, sondern auch des Reformflügels; mehrere Minister drohten mit Rücktritt und brachten die Regierung an den Rand des Zusammenbruchs. Mit dem Postminister änderte Garfield daher das Personaltableau um, so dass Merritt im Amt verblieb und Robertson zum District Attorney in New York ernannt wurde. Nun drohte jedoch der gekränkte Conkling die Personalie Robertson im Senat zu stoppen, woraufhin Garfield jede weitere Kompromissfindung mit diesem abbrach.
Weil Conkling den zu gleichen Teilen mit Republikanern und Demokraten besetzten Senat dominierte, sah sich der Präsident nun in einer Konfrontation mit dieser Institution an sich gefangen. Hinzu kam, dass der Senat in diesem Moment anlässlich einer anderen Personaldebatte um William Mahone und seine Readjuster Party von den Demokraten durch ein Filibuster handlungsunfähig gemacht wurde. Auf dem republikanischen Senats-Caucus drohte Conkling dem Präsidenten offen mit der Veröffentlichung eines kompromittierenden Briefs, der ihn mit dem in einen Korruptionsskandal verwickelten Thomas J. Brady in Verbindung brachte. Allerdings war der Text weit davon entfernt, Garfields Verhalten in irgendeiner Form in die Nähe eines Gesetzesverstoßes zu rücken, und schadete nach seiner Veröffentlichung mehr Conkling als dem Präsidenten. In der politischen Filterblase der Hauptstadt setzte sich bald die Erkenntnis durch, dass die Bevölkerung auf Seiten Garfields stand und selbst in New York mehrheitlich seinen Kampf gegen die Macht von Senat und Parteibossen unterstützte. Anfang Mai gelang Garfield die Beendigung des Filibusters, so dass im Senat über die Ernennung Robertsons abgestimmt werden konnte. Um den Druck auf die Stalwarts zu erhöhen, nahm Garfield vor der Senatssitzung alle ihre Kandidaten von seiner Vorschlagsliste. In einem letzten Versuch, die Wahl Robertsons zu verhindern, traten Platt und Conkling aus Protest gegen das Weiße Haus als Senatoren zurück, aber letztendlich wurde der Kandidat des Präsidenten am 18. Mai mit klarer Mehrheit bestätigt. Was den Konflikt mit Conkling zusätzlich belastet hatte, war die feindselige Beziehung zwischen Garfield und seinem Vizepräsidenten. Arthur war über die Personalie Robertson so aufgebracht, dass er sich für mehrere Wochen weigerte, mit dem Präsidenten zu sprechen und ihn in einem Zeitungsinterview als Lügner bezeichnete.

#### Finanzpolitik
Zum 1. Juli 1881 wurden Staatsanleihen mit einem Zinssatz von 6 % fällig. Die zu zahlende Summe betrug knapp 200 Millionen US-Dollar (nach heutiger Kaufkraft 5.470 Millionen Dollar). Garfield ging das Risiko ein, keine zusätzlichen Mittel im Kongress zu beantragen, und setzte darauf, dass das Finanzministerium die Gläubiger auszahlen werde. Dazu bot er den Besitzern unter Umgehung der Banken eine Verlängerung der Anleihen zu einem niedrigeren Zinssatz an, wovon am Ende mehr als 90 % Gebrauch machten. Durch diese Maßnahme Garfields sparte der Bund jährliche Zinszahlungen von mehr als 10 Mio. US-Dollar ein, was einer Senkung von 40 % entsprach.

#### Star-Route-Affäre
Seit Juli 1880 waren Garfield Gerüchte bekannt, die Senator Dorsey, seinen Wahlkampfmanager in Indiana, mit Korruption im Postministerium in Verbindung brachten. Dabei ging es um die sogenannten Star Routes im dünn besiedelten Westen. Weil hier ein herkömmlicher Betrieb des Postwegs nicht praktikabel war, wurden die Routen an private Dienstleister zu niedrigen Preisen verkauft. Wenn diese auf den Star Routes ihr Angebot erweiterten, erhielten sie per Gesetz außergewöhnlich hohe Entschädigungen, was der Korruption Tür und Tor öffnete. Fünf Tage nach der Amtseinführung wies Garfield den Postminister daher an, eine entsprechende Untersuchung durchzuführen, die die erhebliche Verstrickung Dorseys in dieses Geschäftsmodell zutage brachte. Bis Juni waren genügend Beweise für eine Anklage durch den Justizminister gesammelt, deren Eröffnung für den Herbst geplant war. Ein weiteres Resultat der Untersuchung war, dass die jährlichen Ausgaben für die 93 Star Routes um knapp 800.000 US-Dollar gesenkt wurden.

#### Außenpolitik
Zur Zeit der Amtseinführung Garfields gab es in Lateinamerika mehrere Grenzdispute, die sich an der Schwelle zum Krieg befanden, so zwischen Mexiko und Guatemala, Costa Rica und Kolumbien sowie Argentinien und Chile. Außerdem drohte Frankreich wegen ausstehender Schuldenzahlungen mit einer Intervention Venezuelas und im Vereinigten Königreich und den Vereinigten Staaten erstarkten revisionistische Absichten hinsichtlich des Clayton-Bulwer-Vertrags. Insbesondere die letzten beiden Punkte erfüllten den Außenminister mit Sorge, weil sie der Monroe-Doktrin zuwiderliefen. Der diplomatische Dienst entfaltete unter Blaine daher hektische Aktivitäten in mehreren süd- und mittelamerikanischen Hauptstädten, ohne ein für ihn zufriedenstellendes Ergebnis zu erreichen. Er gab später an, dass an dieser Stelle Garfield eingegriffen und einen umfassenden Plan entworfen habe. Demnach sollten die Vereinigten Staaten ihren moralischen und politischen Führungsanspruch in der westlichen Hemisphäre mit der Ausrichtung einer panamerikanischen Konferenz in Washington untermauern. Peskin hält diese Angaben für plausibel, weil sich Blaine vor seiner Ernennung zum Minister kaum für Außenpolitik interessiert habe, während Garfield auf diesem Feld schon als Kongressabgeordneter eine Grundkonzeption habe erkennen lassen.
Ira Rutkow hält fest, dass Garfield und Blaine die ersten Politiker in Regierungsverantwortung gewesen seien, die die Vereinigten Staaten als eine Seemacht über zwei Ozeane angesehen hätten. Entsprechend habe er nach hegemonialer Kontrolle über das Königreich Hawaiʻi gestrebt. Die europäischen Angelegenheiten betreffend, stimmte Garfield dem Beitritt der Vereinigten Staaten zu den Genfer Konventionen zu und unterstützte die Gründung des Amerikanischen Roten Kreuzes.

### Attentat (1881)

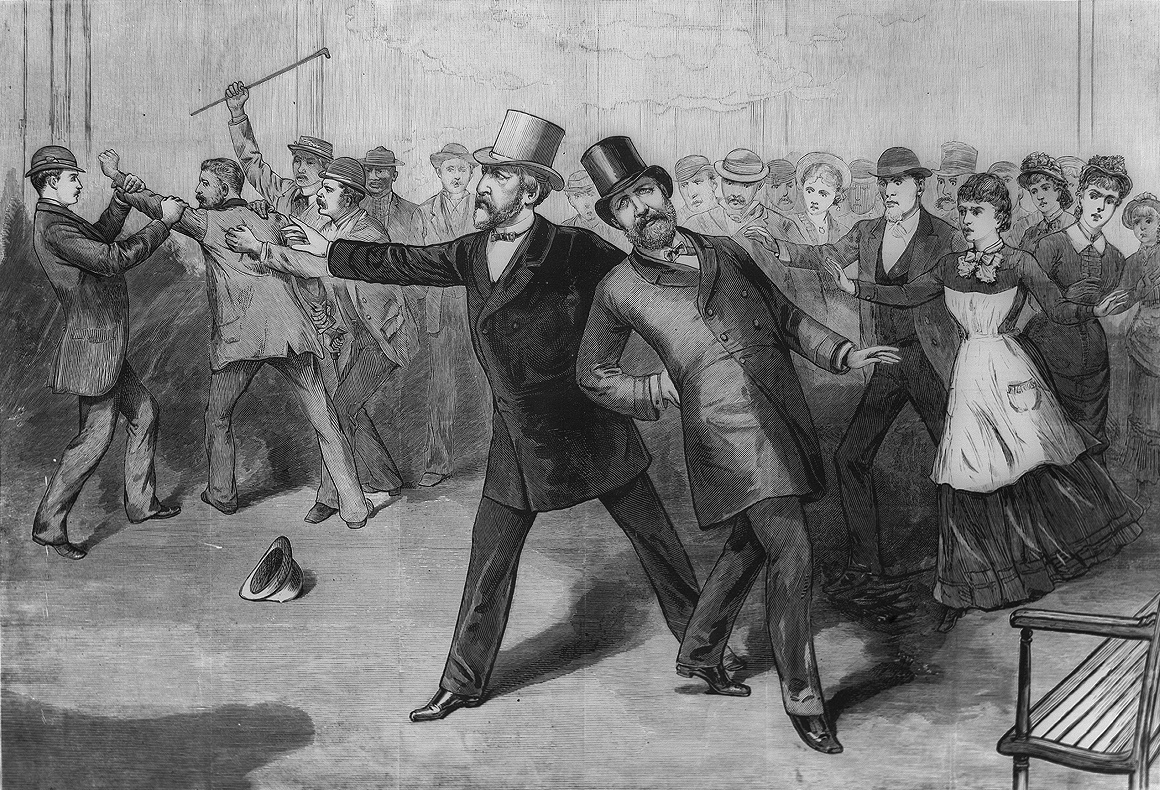
Das Attentat auf Präsident Garfield (Mitte rechts); links neben ihm Außenminister Blaine. Am linken Bildrand ist die Festnahme Guiteaus zu sehen (Frank Leslie’s Illustrated Newspaper vom 16. Juli 1881)

Am 2. Juli 1881 begab sich Garfield in Begleitung Blaines und zweier seiner Söhne zur Baltimore & Potomac Station (der späteren Pennsylvania Station) in Washington, um einen Zug nach New Jersey zu besteigen. Dort erholte sich Lucretia im Badeort Long Branch von einer Malariaerkrankung. Im Bahnhofsgebäude passte Charles J. Guiteau den Präsidenten ab. Jener hatte während des Präsidentschaftswahlkampfs 1880 eine Rede für die Kampagne Garfields verfasst, die niemals gehalten wurde, und war im Hauptquartier der Republikaner an der Fifth Avenue ständig zugegen gewesen, ohne von irgendjemanden ernst genommen worden zu sein. Psychisch zu labil, diese Ablehnung zu verkraften, war er zu der festen Überzeugung gelangt, dass er maßgeblich zum Wahlsieg beigetragen hatte, und erwartete im Gegenzug einen Dienstposten im Rahmen des Spoils System. Noch vor der Amtseinführung Garfields hatte er von diesem per Brief die Botschaft der Vereinigten Staaten in Wien gefordert. Am 8. März hatte er den Präsidenten im Weißen Haus persönlich aufgesucht und erneut eine Anstellung als Botschafter gefordert; ähnlich ging er bei Blaine vor. Da ihn beide hinhielten und weitere schriftliche Anfragen ignorierten, begann Guiteau ab Mitte Mai mit der Planung und Vorbereitung des Attentats. Als Garfield nun am 2. Juli gegen 9.20 Uhr in der Wartehalle erschien, trat Guiteau hinter ihn und schoss ihm aus geringer Entfernung in den Rücken; bevor er dann die Flucht ergriff, setzte er noch einen weiteren Schuss auf den bereits taumelnden Präsidenten ab. Noch in der Wartehalle wurde er von einem Polizisten festgenommen und sagte auf dem Weg zur Polizeiwache aus: ”I am a Stalwart, Arthur is now President of the United States.“
Garfield lag derweil am Boden, eine Kugel hatte seinen Arm gestreift, die andere war mittig der rechten Körperhälfte in seinen Rücken eingedrungen, hatte die elfte Rippe zertrümmert und ihren Weg dann fortgesetzt. Erste behandelnde Ärzte, unter ihnen der rasch die Führung übernehmende Chefchirurg eines Militärhospitals, Willard Bliss, untersuchten mit ihren ungewaschenen Fingern den Schusskanal, ohne an die Kugel zu gelangen. Weil der Präsident neben einem Schockzustand Symptome innerer Blutungen zeigte, gingen die Ärzte und er selbst davon aus, dass er diesen Tag nicht überleben werde. Zur weiteren Untersuchung wurde er zuerst ein Stockwerk höher getragen und kurze Zeit später auf den Wunsch Garfields hin ins Weiße Haus transportiert. Dort fanden sich Freunde und Kabinettsmitglieder ein, um sich von ihm zu verabschieden, derweil sich Lucretia in einem bereitgestellten Sonderzug auf den Weg in die Hauptstadt aufmachte. Obwohl die anwesenden knapp 30 Mediziner den Zustand des Präsidenten als hoffnungslos beschrieben, überlebte er den Nachmittag und die folgende Nacht.

### Ärztliche Behandlung und Tod (1881)

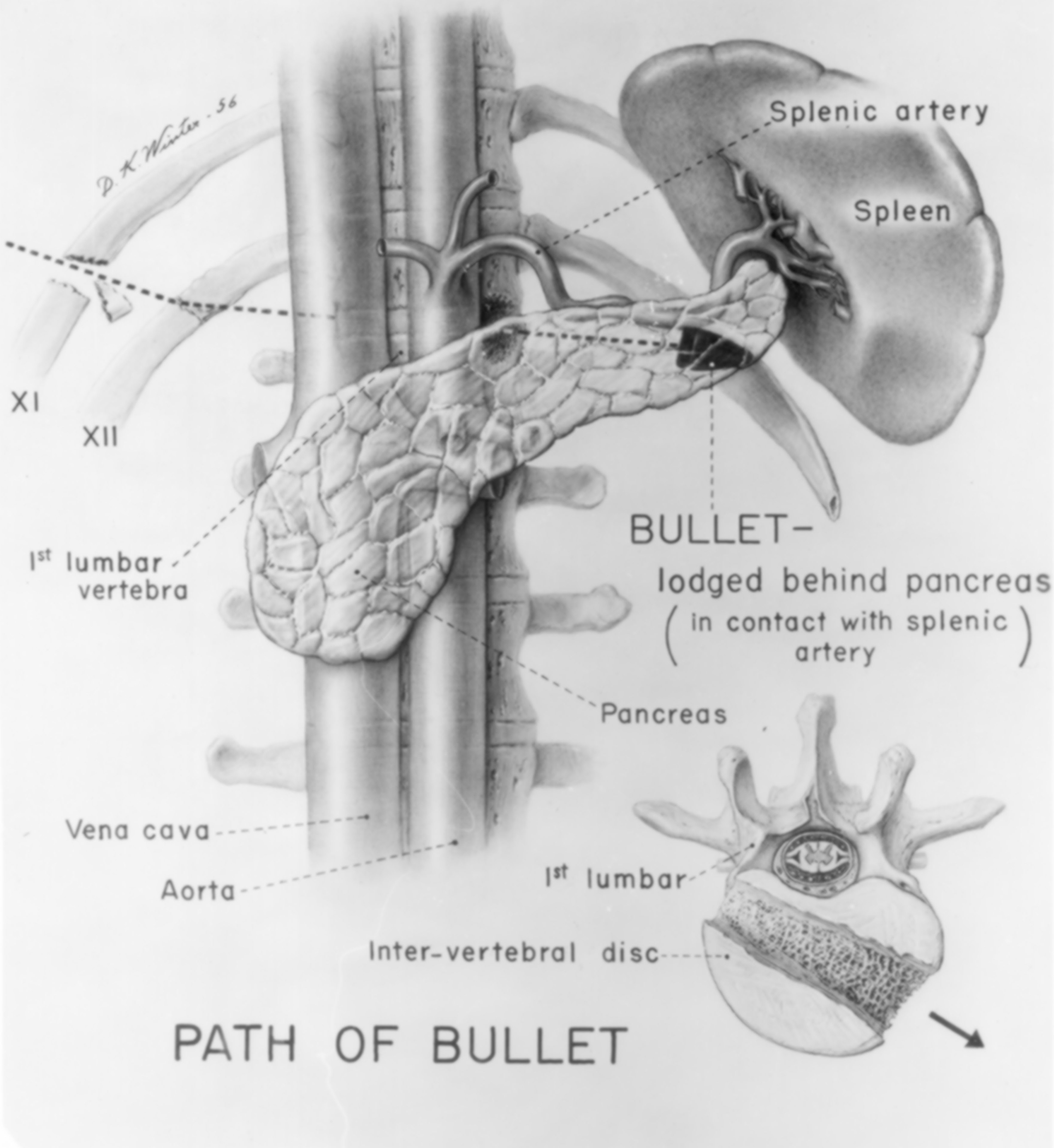
Anatomische Skizze des nach der Autopsie festgestellten Schusskanals in Garfields Körper (Archiv des National Museum of Health and Medicine („Nationalmuseum für Gesundheit und Medizin“))

Kein Ereignis seit dem Sezessionskrieg hatte die Nation emotional so stark geeint wie das Attentat auf Garfield, das in Nord- und Südstaaten Abscheu und Besorgnis hervorrief. Die Aussicht auf eine mögliche Nachfolge des Stalwarts Arthur, der aus seiner Verachtung für Garfield nie ein Geheimnis gemacht hatte, führte in Verbindung mit der Aussage Guiteaus unmittelbar nach seiner Verhaftung zu wilden Verdächtigungen und einem tiefen Misstrauen gegenüber dem Vizepräsidenten. Die ab dem 3. Juli täglich veröffentlichten ärztlichen Bulletins zum Gesundheitszustand des Präsidenten äußerten sich vor allem in den ersten drei Wochen nach dem Mordanschlag optimistisch. Zwar schwächten sich in dieser Zeit das Fieber und die Appetitlosigkeit Garfields ab, jedoch war er weitgehend bewegungsunfähig, auf intensive Pflege angewiesen und konnte keine feste Nahrung zu sich nehmen, so dass er in den folgenden Wochen stark an Gewicht verlor. Bis auf den Umgang mit der Familie verboten ihm die Ärzte jeglichen Besuch, selbst als er Blaine zu sehen wünschte.
Weil der heiße und schwüle Washingtoner Sommer Garfield zusätzlich belastete, bauten Ingenieure der Marine mit Unterstützung von Simon Newcomb den Vorläufer einer Klimaanlage in sein Krankenzimmer ein. Während der gesamten Zeit versuchten die Ärzte immer wieder, mit Fingern und Instrumenten die Kugel im Körper des Präsidenten zu detektieren, wobei sie keine Sterilisation durchführten. Die Verteidigung im Prozess gegen Guiteau berief sich später vergeblich darauf, dass Garfield nicht wegen des Attentats, sondern aufgrund ärztlicher Behandlungsfehler gestorben sei. Peskin nimmt jedoch an, dass die Blutvergiftung, der Garfield am Ende zum Opfer fiel, selbst bei aseptischen Maßnahmen der Ärzte durch die Splitter der beim Schuss zertrümmerten Rippen ausgelöst worden wäre. Ein von Alexander Graham Bell entwickelter Metalldetektor erbrachte keine eindeutigen Ergebnisse bei der Suche nach der fehlenden Kugel, weil es zu Interferenzen mit den metallischen Bettfedern kam. Die spätere Autopsie zeigte, dass die Kugel in die linke Körperhälfte abgelenkt worden war und nicht, wie von den Ärzten vermutet, in die rechte. Auf ihrem Weg hatte die Kugel kein lebenswichtiges Organ verletzt.
Rutkow weist bezüglich Garfields Todesursache darauf hin, dass im Jahr 1881 in den Vereinigten Staaten die meisten Ärzte die antiseptischen Maßnahmen von Joseph Lister nicht praktizierten oder sogar ablehnten. Die jungen, sich an Lister orientierenden Ärzte waren zu dieser Zeit noch ohne prägenden Einfluss. Er kommt zu dem Schluss, dass Garfields Genesungschancen von dem Augenblick an aufs Spiel gesetzt wurden, als der erste Arzt den Schusskanal ohne Antisepsis untersucht hatte. Außerdem schrieben sie das Fieber des Präsidenten nicht einer Wundinfektion zu, sondern der in Washington grassierenden Malaria.
Nach einer Fieberattacke Ende Juli erholte sich Garfield so weit, dass er am 29. Juli eine kurze, sich nur auf Formalitäten beschränkende Kabinettssitzung an seinem Krankenbett leiten konnte. Weil er in den Monaten nach dem Attentat sein Amt nicht wahrnehmen konnte, entspann sich eine Verfassungsdebatte um diese bisher ungekannte Situation. Blaine schlug vor, dass Arthur als Präsident amtieren sollte, bis sich Garfield erholt hatte oder gestorben war. Der Vizepräsident, der nie eigene Ambitionen auf das Weiße Haus gehabt hatte, lehnte dieses Ansinnen ab und stieg in der Folge im öffentlichen Ansehen. Derweil zeichnete sich immer deutlicher ab, dass Garfield zum Tode verurteilt war. Aus jeder gesundheitlichen Krise ging er geschwächter hervor; seine rechte Gesichtshälfte war gelähmt, es kam zu Halluzinationen; eine stark vergrößerte Eiterbeule hinter einem Ohr mit Eiterabfluss in den Mundraum ließ die Blutvergiftung zutage treten. Auf sein Drängen hin erlaubten ihm die Ärzte den Umzug in den Badeort Elberon, einen Stadtteil von Long Branch. Der Transport am 6. September geschah in einem eigens dafür umgebauten Eisenbahnwaggon. Die Schienen für den letzten Kilometer bis zur Pension waren in der Nacht zuvor verlegt worden. Die erhoffte Verbesserung von Garfields Gesundheitszustand stellte sich durch die Meeresfrische nicht ein, sondern am 15. September verschlimmerte sie sich dramatisch mit zusätzlicher Symptomatik. Vier Tage später starb der Präsident um 22:35 Uhr.

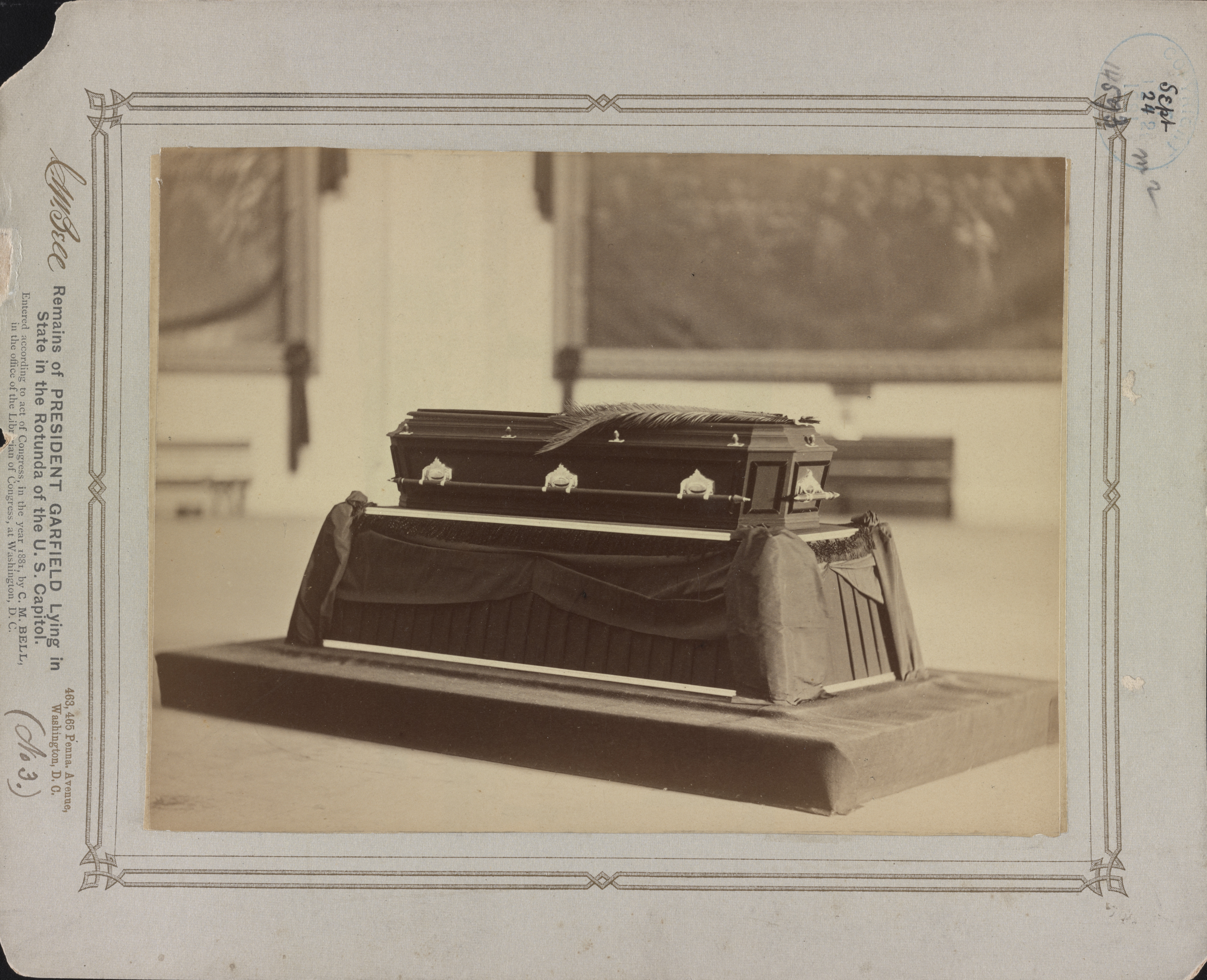
Aufbahrung von Garfields Sarg in der Rotunde des United States Capitol

Am nächsten Tag brachte derselbe Zug, der Garfield nach Elberon gefahren hatte, seinen Leichnam in die Hauptstadt. Dort wurden die Überreste des Präsidenten zwei Tage lang in der Rotunde des United States Capitol aufgebahrt und von über 70.000 Trauergästen besucht. Anschließend wurde der Sarg nach Cleveland überführt, wo Garfield nach einer weiteren Aufbahrung am 26. September seine letzte Ruhestätte auf dem Lake View Cemetery fand.

### Persönlichkeit
Weil er aus prekären Verhältnissen stammte und von einer alleinlebenden Mutter großgezogen wurde, erlebte Garfield in der Jugend regelmäßig Demütigungen durch die soziale Umwelt. Diese Erfahrung machte ihn als Erwachsenen besonders sensibel für persönliche Angriffe, die er entweder ignorierte oder nur sehr widerstrebend beantwortete. Sein politisches Umfeld erkannte darin eine Schwäche, während die Öffentlichkeit durch dieses Verhalten den Eindruck gewann, die Vorwürfe gegen Garfield seien berechtigt. Auch seine starken Selbstzweifel, die ihn beim kleinsten Missgeschick heimsuchten, schrieb er den Kindheitserlebnissen zu. Die ihn mitunter lähmende Selbstunsicherheit und stark ausgeprägte Vernunftbestimmtheit führte dazu, dass charismatische und dominante Persönlichkeiten wie zum Beispiel Blaine eine besondere Faszination auf ihn ausübten. Damit verbunden neigte Garfield dazu, Probleme aus vielen verschiedenen Perspektiven zu betrachten, und aus dieser Vorsicht heraus, bei Konflikten anderen zu schnell nachzugeben. Laut Peskin habe Garfield sich insgesamt lieber mit Ideen als mit Menschen beschäftigt.
Andererseits wurde Garfields ärmliche Herkunft für ihn zu einem wichtigen politischen Aktivposten. Er verkörperte den Amerikanischen Traum des Selfmademan, der durch harte Arbeit und Fleiß den sozialen Aufstieg geschafft hatte. Vor allem dafür und weniger wegen seiner politischen Leistungen blieb er den Zeitgenossen in Erinnerung. Aus einer gewissen Schicksalsgläubigkeit heraus und weil er es für ein „vulgäres“, seinen religiösen Überzeugungen widersprechendes Verhalten hielt, lehnte er die initiative Bewerbung um Stellen und Ämter ab. Dieses fatalistische Element sorgte dafür, dass er in kritischen Momenten mitunter eine auffällige Passivität zeigte und selbst hinter Rückschlägen eine höhere Bestimmung vermutete. Andererseits kennzeichnete ihn eine gewisse Rastlosigkeit, so dass er stets auf der Suche nach dem nächsten Karriereschritt war. Garfield war sein Leben lang ein gläubiger Mensch. So sprach er sich öffentlich gegen die Evolutionstheorie von Charles Darwin aus. Jedoch war er darauf bedacht, dass seine religiösen Vorstellungen nicht die politischen Überzeugungen überformten.
Garfield war stolz darauf, unter den Politikern als Intellektueller zu gelten. Parallel zu seiner beruflichen Karriere verfolgte er stets Studienprojekte wie zum Beispiel die Übersetzung von Horaz oder Johann Wolfgang von Goethe. Einige Beobachter bezeichneten ihn als den am besten gebildeten Kongressabgeordneten seiner Ära. Im Jahr 1876 lieferte Garfield einen von mehreren Beweisen zum Satz des Pythagoras. Garfield war von geselliger und freundlicher Natur, so dass er in seiner Umgebung stets schnell sozialen Anschluss fand. Dementsprechend bewies er Geschick darin, sich an veränderte Lebensumstände anzupassen. Politische Gegner verfolgte er nicht mit leidenschaftlichem Hass, wie dies die Erzfeinde Conkling und Blaine untereinander zu tun pflegten. Zum Nachteil gereichte ihm, dass er eine freundschaftliche Bitte nur schwer abschlagen konnte, was ihm den Ruf einbrachte, eine schlechte Menschenkenntnis zu haben.

## Nachleben

### Historische Bewertung
Frederick D. Williams (1964) veröffentlichte die Korrespondenz Garfields aus dem Bürgerkrieg. Gemeinsam mit James Harry Brown (1967–1981) gab er in der vierbändigen Reihe The Diary of James A. Garfield  die Tagebücher heraus. Als neuere Werke zu Garfield führt die Historikerin Ulrike Skorsetz Peskin (1978), Justus D. Doenecke (1981), Richard L. McElroy (1986) sowie Kenneth D. Ackerman (2003) an. Eine Zusammenfassung der Fachliteratur veröffentlichte Robert O. Rupp (1998), während James C. Clark (1994) sich mit dem Attentat beschäftigte.
Laut Peskin (1978) habe Garfield veranlasst durch die Auseinandersetzung mit Conkling versucht, die Machtbalance zwischen Senat und Präsident wiederherzustellen. Während seiner Generation habe sich diese nach Lincoln stetig zuungunsten des Weißen Hauses in Richtung Kapitol verschoben, was insbesondere das Amtsenthebungsverfahren gegen Johnson verdeutlichte. Weder Grant noch Hayes hatten diesen Trend umkehren können. Garfields Bemühen um mehr präsidiale Unabhängigkeit vom Senat sei im 20. Jahrhundert wieder aufgegriffen worden. Anders als von vielen seiner Zeitgenossen kolportiert, sei er als Präsident auch selbständig in seinen Entscheidungen gewesen und stand nicht unter der Fuchtel von Blaine. Insgesamt habe er das Weiße Haus stärker hinterlassen, als er es vorgefunden habe, und gemeinsam mit Blaine die Republikaner modernisiert.
Charles W. Calhoun (2002) kommt zu dem Schluss, dass Garfield mehr Bereitschaft zur Zusammenarbeit mit dem Kongress hatte als Hayes, der sich während seiner Präsidentschaft zunehmend isoliert hatte. Entsprechend präferierte er Gesetzesvorlagen im legislativen Prozess gegenüber präsidialen Executive Orders („Durchführungsverordnungen“); wegen seines vorzeitigen Todes kam er aber nicht zur praktischen Umsetzung dieser politischen Linie. Die Stärke seines Amtes konnte er in der Auseinandersetzung mit den New Yorker Stalwarts unter Beweis stellen. Garfields größte politische Errungenschaft sei die Verlängerung der Staatsanleihen zu niedrigeren Zinssätzen gewesen.
Die Epoche von Garfields Amtszeit, das Gilded Age, war geprägt durch die außerordentliche Macht und Prominenz von Tycoons und „Räuberbaronen“ wie Andrew Carnegie, Jay Gould, John D. Rockefeller und J. P. Morgan sowie das Entstehen einflussreicher Interessengruppen, nicht zuletzt der Gewerkschaften, und Monopolen in Form von Trusts. Anders als in der Zeit von Sezessionskrieg und Reconstruction rückte die Politik im öffentlichen Interesse mehr in den Hintergrund. Rutkow beurteilt Garfield vor diesem Hintergrund als einen Präsidenten, der mit seinen persönlichen Widersprüchen den Zeitgeist der 1880er Jahre in Amerika verkörpert habe. Er sei ein Gelehrter gewesen, der sich zum Soldaten, und ein Pragmatiker, der sich zum Politiker gewandelt habe. Er sei einer der bedeutendsten Kongressabgeordneten seiner Zeit gewesen, habe sich aber als Präsident in der Kontrolle der unterschiedlichen Faktionen innerhalb der Republikaner plump angestellt und wenig Durchsetzungsvermögen gezeigt. Insgesamt bleibe er eher als ein Parteifunktionär und Attentatsopfer in Erinnerung denn als inspirierender Präsident.
Skorsetz (2013) resümiert, dass Garfield ähnliche politische Vorstellungen wie Hayes gehabt und versucht habe, die Exekutivgewalt des Präsidenten zu stärken. Parallel dazu sei es ihm um ein kooperatives Miteinander von Kongress und Weißen Haus gegangen.

### Kulturelle Rezeption
In den Jahrzehnten nach seinem Tod schwand Garfield aus der nationalen Erinnerung und wurde in Anlehnung an eine Erzählung von Thomas Wolfe zu den „verlorenen“, sich äußerlich ähnelnden Präsidenten Hayes, Arthur und Benjamin Harrison gezählt, die während des Gilded Age amtiert hatten.
In der zehnbändigen Romanreihe Roman über ein Verbrechen der schwedischen Autoren Maj Sjöwall und Per Wahlöö wird der Protagonist Martin Beck im siebten Teil Das Ekel aus Säffle durch einen Schuss in die Brust schwer verwundet. Im folgenden Band Verschlossen und verriegelt hat er wiederkehrende Alpträume: Er träumt davon, den Schuss von Charles J. Guiteau mit seinem Körper abgefangen zu haben, doch umsonst, Garfield wird dennoch getroffen. Eine Hauptrolle hat Garfield in der 19. Folge der elften Staffel der Fernsehserie American Dad. Die Episode trägt den Titel Garfield and Friends und wurde im Juni 2016 ausgestrahlt.

### Ehrungen und Denkmäler

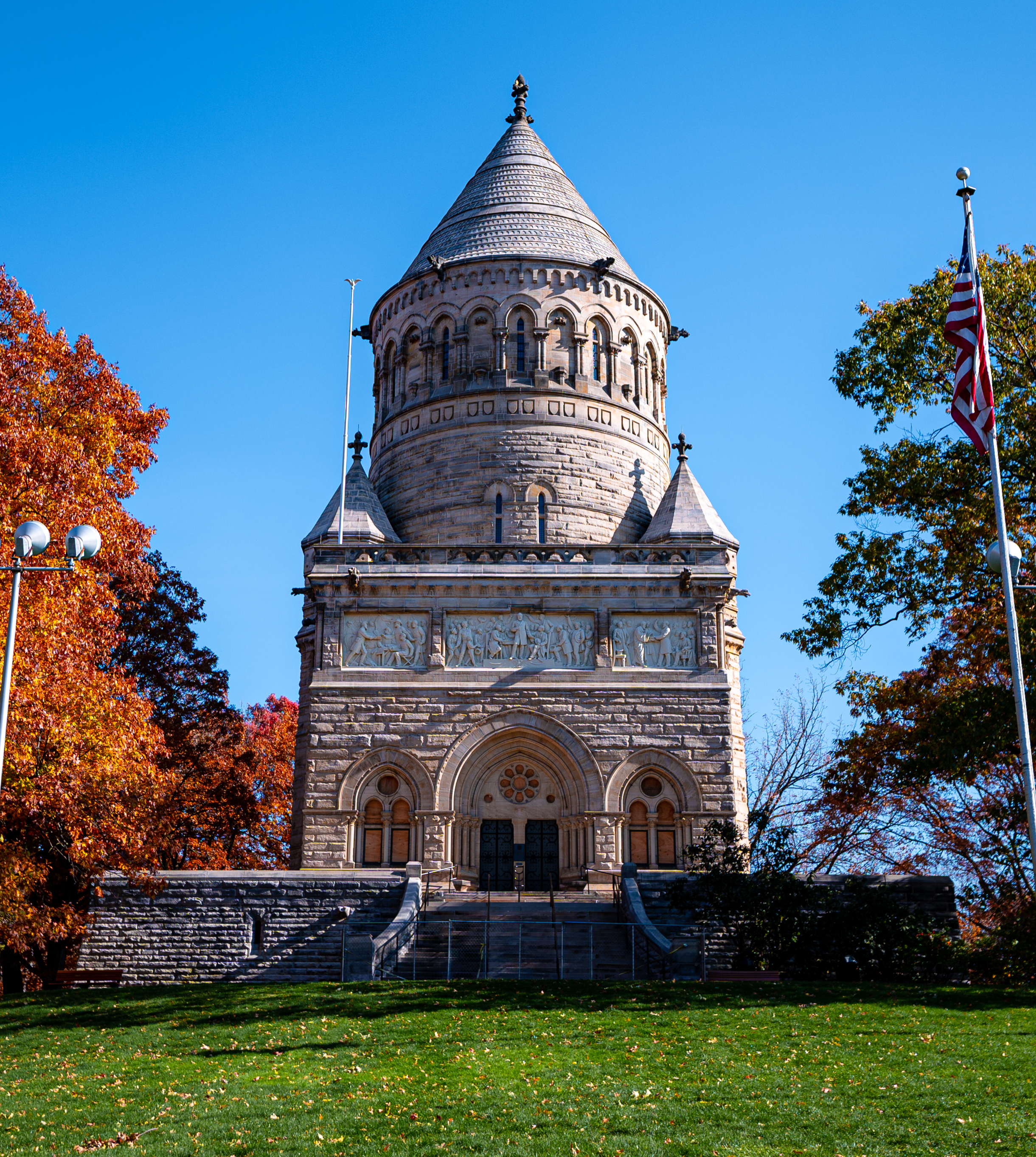
James A. Garfield Memorial (2020)

Zum ehrenden Angedenken Garfields errichtete man 1890 auf seinem Grab auf dem Lake View Cemetery in Cleveland einen turmartigen, über 50 m hohen Rundbau, das James A. Garfield Memorial. Dieses Bauwerk wurde im November 1973 in das National Register of Historic Places („Nationales Verzeichnis historischer Orte“; NRHP) eingetragen. Das James A. Garfield Monument steht in den Gartenanlagen vor dem Kapitol in Washington, D.C. Es ist eine Bronzestatue von John Quincy Adams Ward auf einem gestalteten Granitsockel von Richard Morris Hunt.
Lawnfield, die heutige James A. Garfield National Historic Site, war bis 1936 in Familienbesitz. Das Anwesen wurde im Januar 1964 zum National Historic Landmark („Nationales historisches Wahrzeichen“) erklärt und im Oktober 1966 in das NRHP aufgenommen. Im Dezember 1980 erhielt der Ort auf Beschluss des Kongresses den Status einer National Historic Site („Nationale historische Stätte“) zuerkannt.
Außerdem sind mit Schwerpunkt im Westen sechs Countys in den Vereinigten Staaten nach ihm benannt (siehe Garfield County). Mehrere Berge tragen seinen Namen, zwei davon stehen in Colorado, nämlich im Mesa und im San Juan County. Weitere liegen im Grafton County, New Hampshire und im King County (Washington), Washington.
In der Serie der Präsidentendollars wurden ab November 2011 Münzen mit dem Konterfei von Garfield geprägt.